# Mihai Eminescu
Mihai Eminescu (născut Mihail Eminovici; n. 15 ianuarie 1850, Botoșani, Moldova – d. 15 iunie 1889, București, România) a fost un poet, prozator și jurnalist român, considerat, în general, ca fiind cea mai cunoscută și influentă personalitate din literatura română. A publicat un singur volum antum, Poesii, compus din poemele publicate de-a lungul vieții în revista Convorbiri literare a societății Junimea, din care Eminescu făcea parte. Printre operele notabile se numără Luceafărul, Odă (în metru antic) și cele cinci Scrisori (I, II, III, IV și V).
Făcând parte din curentul romantic târziu, poezia sa conține noțiuni din metafizică, mitologie, filosofie și istorie, în timp ce proza sa conține și elemente sociologice. Temele recurente din opera sa sunt natura, temă tipică romantismului, care, în cazul lui Eminescu, este privită prin prisma folclorului autohton, dragostea, uneori violentă, alteori intimă sau neîmpărtășită, nașterea, moartea, cosmosul și condiția geniului. Într-un articol din Encyclopædia Britannica, actualizat în ianuarie 2023, se menționează: „A transformat atât forma cât și conținutul poeziei românești, creând o școală de poezie care i-a influențat puternic pe scriitorii și poeții români, la sfârșitul secolului al XIX-lea și începutul secolului al XX-lea”.
S-a născut la Botoșani și a copilărit la Ipotești, mutându-se, în adolescență, la Cernăuți pentru a urma cursurile gimnaziale unde, la vârsta de 16 ani, a publicat primul poem, De-aș avea. La vârsta de 19 ani a început studiul filozofiei la Universitatea din Viena, unde a întâlnit scrierile unor autori care îi vor influența puternic opera, precum Platon, Spinoza, Leibniz, Kant, Rousseau și Schopenhauer, dar și filozofia orientală prin opere precum Ramayana, Mahābhārata și Vedele. Tot în această perioadă începe să publice în revista Convorbiri literare. La 22 de ani a plecat la Berlin pentru a-și continua studiile.
Eminescu a revenit în țară la 24 de ani, stabilindu-se inițial la Iași. Activitatea jurnalistică a lui Mihai Eminescu s-a desfășurat între anii 1875 și 1877, la Curierul de Iași, iar din 1877 la Timpul, oficiosul Partidului Conservator, față de care Eminescu era apropiat ideologic. Articolele de gazetă urmau linia filozofică adoptată de autor, conservatoare, dar nu reacționară, acesta fiind un susținător al orânduirii sociale din naștere, al naționalismului xenofob, antisemit și belicos și un oponent al liberalismului burghez. Viziunea sa era relativ comună autorilor naționaliști europeni ai vremii.
Epuizat de munca de zi cu zi și, probabil, suferind de tulburare bipolară, Eminescu s-a retras din gazetărie în iunie 1883. În urma unei căderi nervoase în anul 1886, probleme sale de sănătate mintală au fost interpretate, probabil eronat, ca simptome de neurosifilis, poetul fiind tratat cu injecții de clorură de mercur. Eminescu a murit la 15 iunie 1889, în sanatoriul doctorului Alexandru Șuțu, fiind înmormântat două zile mai târziu la cimitirul Bellu din București. Moartea a fost datorată, cel mai probabil, intoxicației cu mercur. Manuscrisele lui Mihai Eminescu, în 46 de volume și de aproximativ 14.000 de file, au fost dăruite Academiei Române de Titu Maiorescu în anul 1902. A fost ales membru al Academiei Române post-mortem în anul 1948.

## Biografie

### Familia

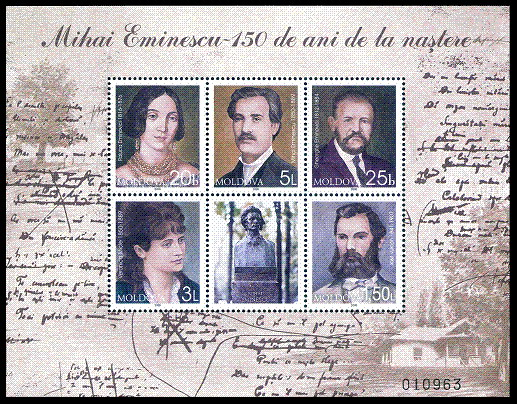
Mihai Eminescu și unii din apropiații săi, pe colița nr. 21 emisă de serviciile poștale ale Republicii Moldova, cu ocazia sărbătoririi a 150 de ani de la nașterea poetului

Strămoșii paterni ai poetului se presupune că provin dintr-o familie românească din Banatul ocupat de turci. Acolo, în 1675, s-a născut un copil care, adult fiind, a fost poreclit Iminul, iar fiul lui Iminul a fost Iovul lui Iminul, născut în 1705, care a fost hirotonit preot sub numele sârbizat de Iovul Iminovici, în conformitate cu uzul limbii slavone al cancelariei Mitropoliei de la Carloviț.
Din cauza războiului ruso-austriaco-turc din 1735-1739, Banatul și alte regiuni, abia cucerite de la turci în 1716-1718, reintrau sub suzeranitate turcă. În urma apelului episcopului Inocențiu Micu-Klein către românii de pretutindeni de a se stabili la Blaj, preotul Iovul Iminovici pleacă din Banat spre Blaj prin 1738-1740, beneficiind de libertăți cetățenești, lot agricol contra unei taxe, învățământ gratuit în limba română pentru copii, condiționat fiind însă de a se mărturisi unit. Iovul Iminovici a avut doi fii, Iosif, elev de 10 ani la 1755, și Petrea Iminovici.
Petrea Eminovici, străbunicul poetului, s-a născut probabil în 1735, iar din căsătoria acestuia cu Agafia Șerban, născută în 1736, au apărut mai mulți urmași, cunoscută cu certitudine fiind doar existența mezinului Vasile, bunicul poetului. Vasile Iminovici, născut în 1778, a făcut școala normală din Blaj și s-a însurat cu Ioana Sărghei. După un timp, soții Petrea și Agafia se despart, Petrea decedând la Blaj în 1811, iar Agafia însoțește familia fiului său, Vasile, în Bucovina și se stinge la Călineștii Cuparencu în anul 1818 la vârsta de 83 de ani.
Vasile Iminovici, în vârstă de 26 ani, atras de condițiile economice și sociale oferite de Imperiul Austro-Ungar imigranților stabiliți în Bucovina, se mută cu familia la Călineștii Cuparencu în 1804, unde primește post de dascăl de biserică și lot agricol din rezerva religionară. A avut patru fete și trei feciori. Cel mai mare dintre feciori, Gheorghe, născut în 10 februarie 1812, a fost tatăl lui Mihai Eminescu. Vasile Iminovici a decedat în 20 februarie 1844.
Gheorghe Eminovici a făcut vreo trei ani de școală la dascălul Ioniță din Suceava, a fost în slujba boierului Ioan Ienacaki Cârstea din Costâna, apoi - scriitoraș la baronul Jean Mustață din Bucovina, iar mai apoi la boierul Alexandru Balș din Moldova. După moartea boierului, fiul acestuia, Costache, îl numește administrator al moșiei Dumbrăveni și îi capătă de la vodă titlul de sluger.

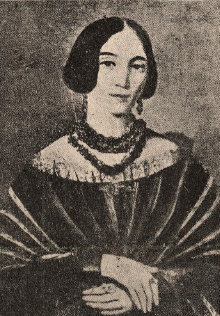
Raluca Eminovici

Strămoșii din partea mamei, Jurăsceștii, proveneau din zona Hotinului. Stolnicul Vasile Jurașcu din Joldești s-a căsătorit cu Paraschiva, fiica lui Donțu, un muscal sau cazac, care se așezase pe malul Siretului, nu departe de satul Sarafinești și luase în căsătorie pe fata țăranului Ion Brehuescu, Catrina. Raluca, mama poetului, a fost a patra fiică a lui Vasile și a Paraschivei Jurașcu.
Gheorghe Eminovici s-a căsătorit cu Raluca Jurașcu în primăvara anului 1840, primind o zestre substanțială, iar în 12 mai 1841 a primit titlul de căminar de la vodă Mihail Grigore Sturza.
Mihai Eminescu a fost al șaptelea dintre cei unsprezece copii ai lui Gheorghe Eminovici și ai Ralucăi.
Primul născut dintre băieți, Șerban (n. 1841), studiază medicina la Viena, se îmbolnăvește de tuberculoză și moare alienat la Berlin în 30 noiembrie 1874. Niculae, născut în 1843, se va sinucide în Ipotești în 1884. Iorgu (n. 1844) studiază la Academia Militară din Berlin. Are o carieră de succes, dar moare în 1873 din cauza unei răceli contractate în timpul unei misiuni. Ruxandra se naște în 1845, dar moare în copilărie. Ilie (n. 1846) a fost tovarășul de joacă al lui Mihai, descris în mai multe poeme. Moare în 1863 în urma unei epidemii de tifos. Maria (n. 1848 sau 1849) trăiește doar șapte ani și jumătate. Aglae (n. 1852, d. 1906) a fost căsătorită de două ori și a avut doi băieți, pe Ioan și pe George. A suferit de boala Basedow-Graves. După ea s-a născut, probabil în 1854, Henrieta (Harieta), sora mai mică a poetului, cea care l-a îngrijit după instaurarea bolii. A murit cu semne de tuberculoză. Matei (n. 1856) este singurul care a lăsat urmași direcți cu numele Eminescu. A studiat Politehnica la Praga și a devenit căpitan în armata regală română. S-a luptat cu Titu Maiorescu, încercând să împiedice publicarea operei postume. Ultimul copil, Vasile, a murit la un an și jumătate, data nașterii sau a morții nefiind cunoscute.

### Data și locul nașterii
În 31 martie 1889, Mihail Chințescu, un conferențiar susținea la Ateneul Român că Eminescu s-a născut la Soleni, un sat din Moldova. Într-un registru al membrilor Junimii, Eminescu însuși a notat ca loc al nașterii Botoșani, iar ca dată a trecut 20 decembrie 1849. În registrul școlii primare a fost consemnată data de 6 decembrie 1850, iar în documentele gimnaziului din Cernăuți este trecută data de 14 decembrie 1849. Sora poetului, Aglae Drogli, într-o scrisoare către Titu Maiorescu susținea ca dată a nașterii 20 decembrie 1849, iar ca loc al nașterii - Ipotești. Fratele poetului, Matei, a susținut o altă dată - 8 noiembrie 1848 și ca localitate Dumbrăveni, iar mai târziu a susținut că a găsit o psaltire veche unde tatăl poetului notase:
„Astăzi, 20 decembrie, anul 1849, la patru ceasuri și cinsprezece minute evropienești, s-a născut fiul nostru Mihai.”
Totuși, data și locul nașterii lui Mihai Eminescu au fost acceptate ca fiind 15 ianuarie 1850, în Botoșani, precum a fost consemnat în registrul de nașteri și botez în arhiva bisericii Uspenia (Domnească) din Botoșani; în acest dosar data nașterii este trecută ca „15 ghenarie 1850”, iar a botezului - data de 21 în aceeași lună a aceluiași an.
Poetul a fost botezat de preotul Ion Stamate, ajutat de fiul său, Dimitrie, diacon, la botez fiind prezenți, în afară de părinți, stolnicul Vasile Jurașcu, naș, și maica Ferovnia Jurașcu de la schitul Agafton, soră cu mama lui.

### Copilăria

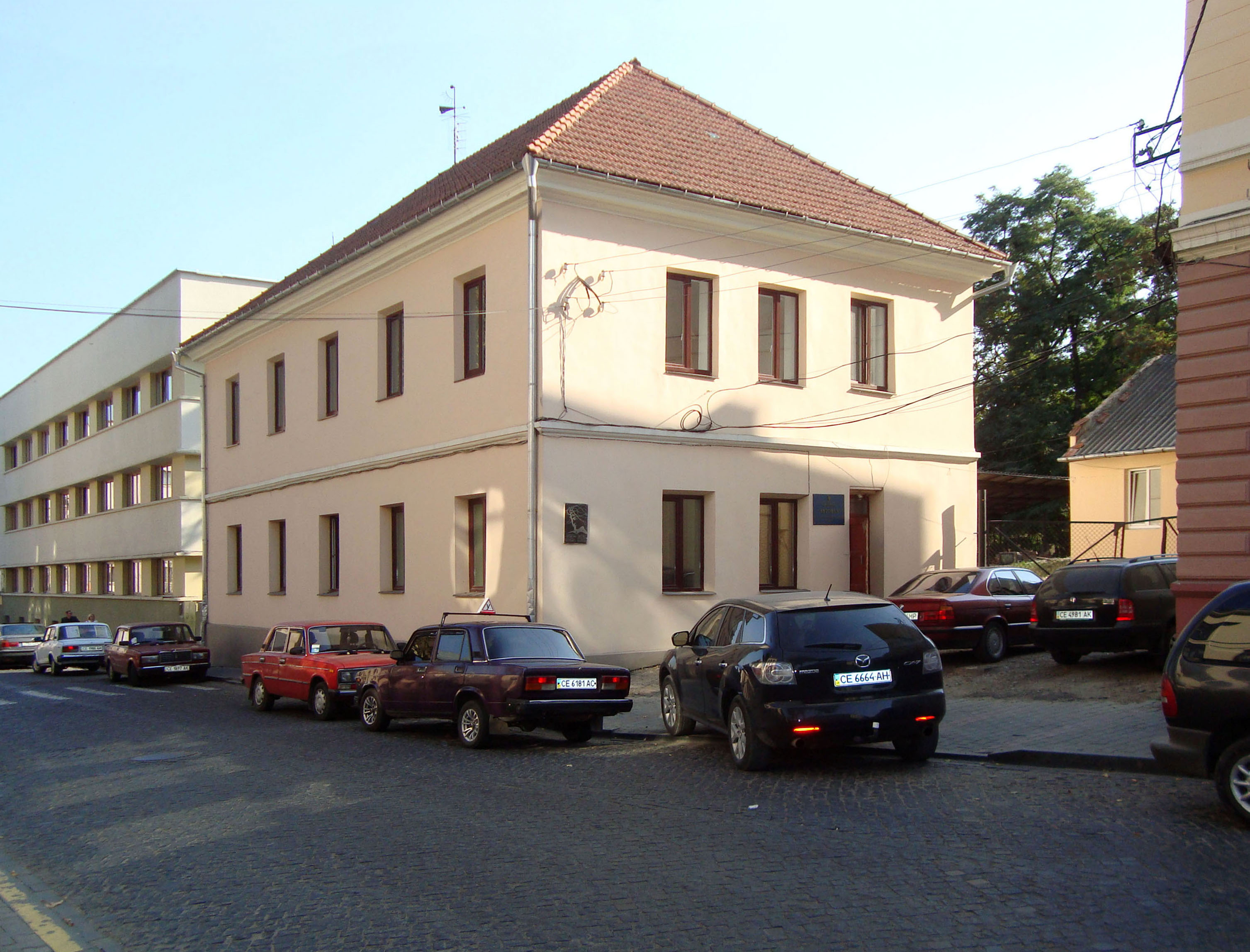
Clădirea National-Hauptschule din Cernăuți, unde Mihai Eminescu a studiat în perioada 1858-60. În prezent, clădirea adăpostește o școală auto. Strada Shkilna (Școlii) nr. 4.

Copilăria a petrecut-o la Botoșani și Ipotești, în casa părintească și prin împrejurimi, într-o totală libertate de mișcare și în contact cu oamenii și cu natura, stare evocată cu adâncă nostalgie în poezia de mai târziu (Fiind băiet… sau O, rămâi).
Nu se cunoaște unde face primele două clase primare. Începând cu clasa a III-a în 1858 a urmat școala primară National Hauptschule (Școala primară ortodoxă orientală) la Cernăuți. La finalul clasei a III-a este clasificat al cincisprezecelea dintre cei 72 de elevi. Frecventează aici și clasa a IV-a în anul școlar 1859/1860. Are ca învățători pe Ioan Litviniuc și Ioan Zibacinschi, iar director - pe Vasile Ilasievici. Cadre didactice cu experiență, învățătorii săi participă la viața culturală și întocmesc manuale școlare. Termină școala primară cu rezultate bune la învățătură. A terminat clasa a IV-a clasificat al cincilea din 82 de elevi.

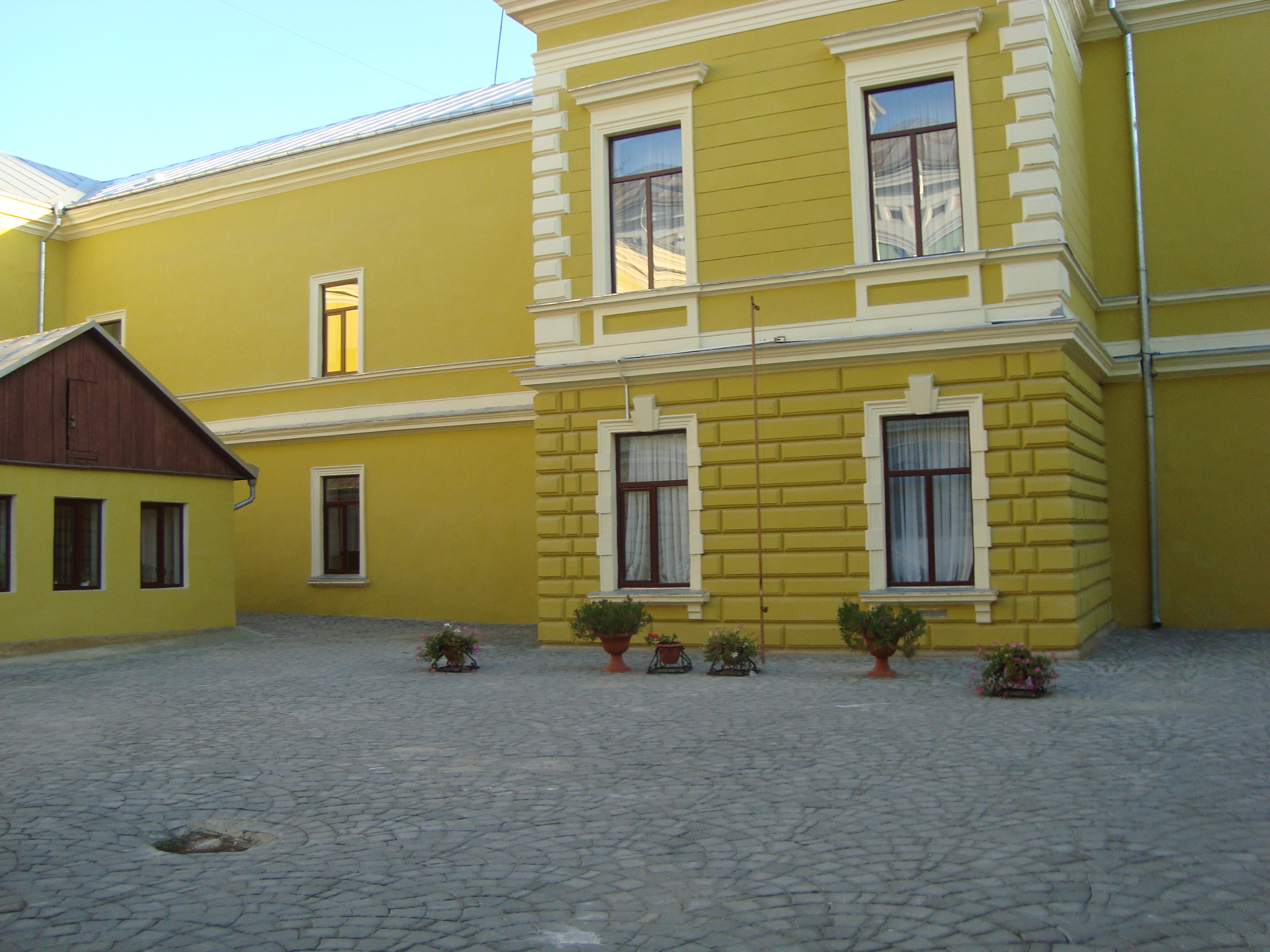
Clădirea Obergymnasium din Cernăuți, unde poetul și-a făcut studiile în perioada 1860-63. Tot acolo a predat Aron Pumnul. În prezent este școala generală nr. 1.

Între 1860 și 1861 a fost înscris la Obergymnasium din Cernăuți, liceu german înființat în 1808, singura instituție de învățământ liceal de la acea dată din Ducatul Bucovinei, care era din 1775 parte a Imperiului Habsburgic. Liceul se impune în cursul anilor prin buna organizare administrativă și marea severitate în procesul de învățământ. Profesorii proveneau cu precădere din Austria, întocmeau studii și colaborau la publicațiile vremii. Se înființează și o catedră de română destul de târziu, după 1848. Este ocupată de Aron Pumnul. Acesta era cunoscut prin Lepturariu românesc, în patru tomuri, tipărit la Viena între 1862 și 1865 - cea dintâi istorie a literaturii române în texte. La Obergymnasium frecventează cursurile și frații săi, Șerban, Nicolae, Gheorghe și Ilie. Elevul Eminovici Mihai a promovat clasa I, fiind clasificat al unsprezecelea în primul semestru și al 23-lea în cel de-al doilea semestru. Nu are notă la română pe primul semestru și este clasificat de Miron Călinescu, erudit în istoria bisericii ortodoxe române. În clasa a II-a, pe care a repetat-o, l-a avut ca profesor pe Ion G. Sbiera, succesorul lui Aron Pumnul la catedră, culegător de creație populară și autor de studii de ținută academică. Aron Pumnul îl calificase în ambele semestre cu note maxime la română. A obținut insuficient pe un semestru la Valentin Kermanner (la limba latină) și pe ambele semestre la Johann Haiduk (la matematică). Mai târziu a mărturisit că îndepărtarea sa de matematică se datora metodei rele de predare. Coleg cu el de generație a fost Eduard Reiss, viitorul primar al Cernăuților, iar viitorul romancier Karl Emil Franzos era cu 2 ani mai mare decât acesta. Profesor de istorie i-a fost Ernst Rudolf Neubauer.
În 16 aprilie 1863 a părăsit definitiv cursurile, deși avea o situație bună la învățătură. Avea note foarte bune la toate materiile. Ion G. Sbiera i-a dat la română calificativul vorzüglich (eminent). Plecând în vacanța de Paști la Ipotești, nu s-a mai întors la școală.
În 1864 elevul Eminovici Mihai a solicitat Ministerului Învățământului din București o subvenție pentru continuarea studiilor sau un loc de bursier. A fost refuzat, „nefiind nici un loc vacant de bursier“. În 21 martie 1864, prin adresa nr. 9816 către gimnaziul din Botoșani, i s-a promis că va fi primit „negreșit la ocaziune de vacanță, după ce, însă, va îndeplini condițiunile concursului“. Elevul Eminovici a plecat la Cernăuți, unde trupa de teatru Fanny Tardini-Vladicescu dădea reprezentații. În 5 octombrie 1864 Eminovici a intrat ca practicant la Tribunalul din Botoșani, apoi, peste puțin timp, a fost copist la comitetul permanent județean.
În 5 martie 1865 Eminovici a demisionat, cu rugămintea ca salariul cuvenit pe luna februarie să fie înmânat fratelui său Șerban. În 11 martie tânărul M. Eminovici a solicitat pașaport pentru trecere în Bucovina. În toamnă s-a aflat în gazdă la profesorul său, Aron Pumnul, ca îngrijitor al bibliotecii acestuia. Situația lui școlară era de „privatist“. Cunoștea însă biblioteca lui Pumnul până la ultimul tom.

### Debutul în literatură

Casa din Cernăuți a lui Aron Pumnul, unde a locuit o perioadă și Mihai Eminescu (strada Aron Pumnul nr. 19)

1866 este anul primelor manifestări literare ale lui Eminescu. În 12/24 ianuarie moare profesorul de limba română Aron Pumnul. Elevii scot o broșură, Lăcrămioarele învățăceilor gimnaziști (Lăcrimioare... la mormântul prea-iubitului lor profesoriu), în care apare și poezia La mormântul lui Aron Pumnul semnată M. Eminoviciu, privatist. În 25 februarie/9 martie (stil nou) debutează în revista Familia, din Pesta, a lui Iosif Vulcan, cu poezia De-aș avea. Iosif Vulcan îi publică poemul sub numele de Eminescu, fără a-l întreba pe autor, nefiind mulțumit de sufixul patronim slavon, ici, din numele acestuia. Eminescu acceptă noul nume, fiind de acord că este mai potrivit. La revista „Familia” a trimis 12 poezii: De-aș avea, O călărire în zori, Din străinătate, La Bucovina, Speranța, Misterele nopții, Ce-ți doresc eu ție, dulce Românie, La Heliade, La o artistă, Amorul unei marmure, Junii corupți, Amicului F. I., precum și articolul Repertoriul nostru teatral.

### Sufleor și copist
Din 1866 până în 1869, a pribegit pe traseul Cernăuți – Blaj – Sibiu – Giurgiu – București. De fapt, sunt ani de cunoaștere, prin contact direct, al poporului, a limbii, a obiceiurilor și a realităților românești – un pelerinaj transilvănean al cărui autor moral a fost Aron Pumnul. „Cât de clar este, respectând documentele epocii cernăuțene, respectând adevărul istoric atât cât există în ele, cât de cert este că drumul lui Eminescu în Transilvania, departe de a fi o «împrejurare boemă», «un imbold romantic al adolescenței», a fost - în fond - încheierea sublimă a unei lecții pentru toată viața: ideea unității naționale și a culturii române aplicată programatic și sistematic, cu strategie și tactică, după toate normele și canoanele unei campanii ideologice.” (Sânziana Pop în Formula AS nr. 367)
A intenționat să-și continue studiile, dar nu și-a realizat proiectul. În iunie 1866 a părăsit Bucovina și s-a stabilit la Blaj cu intenția mărturisită de a-și reîncepe studiile. În perioada 27 - 28 august 1866 a participat la adunarea anuală a ASTREI la Alba Iulia. În toamnă a părăsit Blajul și a mers la Sibiu, unde l-a cunoscut pe Nicolae Densușianu. De aici a trecut munții și a ajuns la București.
În 1867 a intrat ca sufleor și copist de roluri în trupa lui Iorgu Caragiale, apoi secretar în formația actorului Mihail Pascaly și, la recomandarea acestuia, sufleor și copist la Teatrul Național, unde îl cunoaște pe I. L. Caragiale. Cu această trupă face turnee la Brăila, Galați, Giurgiu, Ploiești. A continuat să publice în revista orădeană Familia, a scris poezii, drame (Mira (dramă)), fragmente de roman (Geniu pustiu) - toate rămase în manuscris - și a făcut traduceri din germană (Arta reprezentării dramatice, de Heinrich Theodor Rötscher).
Este angajat în 1868 ca sufleor în trupa lui Mihail Pascaly, care concentrase mai multe forțe teatrale, precum pe Matei Millo, pe Fanny Tardini-Vladicescu și actori din trupa lui Iorgu Caragiale. În timpul verii această trupă a jucat la Brașov, Sibiu, Lugoj, Timișoara, Arad și la Teatrul din Oravița. Iosif Vulcan l-a întâlnit cu ocazia acestui turneu și a obținut de la Eminescu poeziile La o artistă și Amorul unei marmure, care au fost publicate apoi în revista sa, Familia, din 18/30 august și 19 septembrie/1 octombrie. Văzând aceste poezii în Familia, căminarul Gheorghe Eminovici află de soarta fiului său, rătăcitor prin lume. Stabilit în București, Eminescu l-a cunoscut pe I. L. Caragiale. Pascaly, fiind mulțumit de Eminescu, l-a angajat ca sufleor a doua oară și copist al Teatrului Național. Astfel că, în 29 septembrie, Eminescu semnează contractul legal în această calitate. Obține apoi de la Pascaly o cameră de locuit, în schimb, însă, se obligă să traducă pentru marele actor Arta reprezentării dramatice - Dezvoltată științific și în legătura ei organică de profesorul Heinrich Theodor Rötscher (după ediția a II-a). Traducerea, neterminată, scrisă pe mai multe sute de pagini, se află printre manuscrisele rămase. Acum începe și proiectul său de roman Geniu pustiu.

### Student la Viena

Casa din Viena în care a locuit Eminescu (Kollergasse 3)

Între 1869 și 1872 este student la Viena. Urmează, ca „auditor extraordinar”, Facultatea de Filosofie și Drept (dar audiază și cursuri de la alte facultăți). Activează în rândul societății studențești și, printre altele, participă la pregătirea unei serbări și a unui Congres studențesc la Putna cu ocazia împlinirii a 400 de ani de la zidirea mănăstirii de către Ștefan cel Mare. Se împrietenește cu Ioan Slavici, o cunoaște, la Viena, pe Veronica Micle și începe colaborarea la Convorbiri literare. Debutează ca publicist în ziarul românesc Albina, din Pesta (din 7/19 și 9/21 ianuarie) cu articolul O scriere critică, în care îi ia apărarea lui Aron Pumnul împotriva lui Dimitrie Petrino.  Apar primele semne ale „bolii".

Între 1872 și 1874 a fost student „extraordinar” la Berlin. Junimea i-a acordat o bursă cu condiția să-și ia doctoratul în filosofie. A urmat cu regularitate două semestre, dar nu s-a prezentat la examene.

Plăcuța de pe casa din Viena în care a locuit Mihai Eminescu (Kollergasse 3)

În 1 aprilie 1869 a înființat împreună cu alți tineri, cercul literar Orientul, care avea ca scop, între altele, strângerea basmelor, poeziilor populare și a documentelor privitoare la istoria și literatura patriei. În data de 29 iunie, se fixează comisiile de membri ale Orientului, care urmau să viziteze diferitele provincii. Eminescu era repartizat pentru Moldova. În vară se întâlnește întâmplător în Cișmigiu cu fratele său Iorgu, ofițer, care l-a sfătuit să reia legăturile cu familia. Poetul a refuzat hotărât. În vară, a plecat cu trupa Pascaly în turneu la Iași și la Cernăuți. Cu ocazia ultimului turneu Eminescu se împacă cu familia, iar tatăl său i-a promis o subvenție regulată pentru a urma cursuri universitare la Viena, unde se aflau mai toți colegii lui de la Cernăuți. În 2 octombrie, Eminescu s-a înscris la Facultatea de Filosofie ca student extraordinar, ca simplu auditor deci, deoarece i-a lipsit bacalaureatul. Aici a făcut cunoștință cu Ioan Slavici și cu alți studenți români din Transilvania și din Bucovina. A reluat legăturile cu vechii colegi de la Cernăuți și de la Blaj. S-a înscris în cele două societăți studențești existente, care apoi s-au contopit într-una singură - România jună. A început să crească numărul scrisorilor și telegramelor către părinți pentru trimiterea banilor de întreținere.
Împreună cu o delegație de studenți Eminescu îl vizitează de Anul Nou, 1870, pe fostul domnitor Alexandru Ioan Cuza, retras în localitatea Döbling. În semestrul de iarnă 1869-1870 Eminescu a urmat cu oarecare regularitate cursurile. După aceasta, Eminescu nu s-a mai înscris până în iarna lui 1871-1872, când a urmat două semestre consecutive. În schimb, setea lui de lectură era nepotolită. Frecventa, cu mult interes, biblioteca Universității vieneze. Îl preocupau și unele probleme cu care avea să iasă în publicistică.
Sosit incognito la Viena, Iacob Negruzzi îi comunică lui Eminescu impresia puternică provocată de poet în sânul societății Junimea din Iași, prin poeziile publicate de acesta în Convorbiri literare. Îi propune ca după terminarea studiilor să se stabilească la Iași.
În 6 august 1871 i se adresează din Ipotești lui Titu Maiorescu, dându-i oarecare relații privitoare la organizarea serbării dedicate lui Ștefan cel Mare. Printre tinerele talente participante activ la serbare s-au remarcat pictorul Epaminonda Bucevschi și compozitorul Ciprian Porumbescu.
În toamna anului 1871, din cauza unor curente contradictorii în sânul societății România jună, Eminescu demisionează împreună cu Slavici din comitetul de conducere. Amândoi sunt acuzați că sunt atașați ideilor Junimii din Iași. În studiul său despre Direcția nouă, Titu Maiorescu evidențiază meritele de poet, „poet în toată puterea cuvântului“, ale lui Eminescu, citându-l imediat după Alecsandri. Studiul se tipărește cu începere din acest an în Convorbiri literare. În 16 decembrie 1871, într-o scrisoare către Șerban care se afla în țară, i-a scris necăjit că duce o mare lipsă de bani, având datorii pentru chirie, apoi „la birt, la cafenea, în fine, pretutindenea“. Din această cauză, intenționează să se mute la o altă universitate austriacă, în provincie.
1872 este anul probabil al întâlnirii cu Veronica Micle, la Viena. În data de 10 februarie a aceluiași an, într-o scrisoare către părinți, se plânge că a fost bolnav, din care cauză se află într-o stare sufletească foarte rea, agravată și de știrile triste primite de acasă. George Călinescu a scris că, în perioada în care era bolnav, Eminescu a fost ajutat de prefectul județului, Teodor Boldur-Lățescu, care a reușit să obțină pentru poet suma de 20 de galbeni lunar, sumă modestă, dar care l-a ajutat incontestabil, în ciuda opoziției Consiliului Județean, fiind singurul om politic care l-a ajutat pe Eminescu când acesta a fost bolnav. În 18 martie, a ajuns să constate că „anul acesta e într-adevăr un an nefast“ din cauza bolii și a lipsurilor de tot felul, iar în 8 aprilie a cerut bani pentru a se înscrie în semestrul al II-lea. Se plânge și de lipsa unui pardesiu. În aceste împrejurări a părăsit Viena și s-a întors în țară.

### Student la Berlin
În 18 decembrie 1872, s-a înscris la Universitatea din Berlin, ajuns aici cu ajutorul unei subvenții lunare de 10 galbeni, din partea Junimii. De data aceasta Eminescu era înmatriculat ca student, pe baza unui certificat de absolvire de la liceul din Botoșani. Cursurile la care se înscrisese sau pe care și le notase să le urmeze erau foarte variate: din domeniul filosofiei, istoriei, economiei și dreptului.
În 26 iulie 1873 i s-a eliberat certificatul dorit. Rosetti i-a înlesnit însă rămânerea mai departe la Berlin prin mărirea salariului. În 8 decembrie s-a reînscris la Universitate pentru semestrul de iarnă.
În perioada 17/29 ianuarie - 7 mai 1874 a avut loc o bogată corespondență între Maiorescu și Eminescu, în care i se propunea poetului să-și obțină de urgență doctoratul în filosofie pentru a fi numit profesor la Universitatea din Iași. Ministrul Educațiunii i-a trimis la Berlin suma de 100 galbeni pentru depunerea doctoratului. În timpul verii i s-a dat sarcina de a cerceta oficial documentele din Königsberg pentru statul român. Toamna a petrecut-o în tovărășia lui Ioan Slavici, găzduit la Samson Bodnărescu.
Poetul a început să sufere de o inflamație a încheieturii piciorului. În 1 septembrie a fost numit în postul de director al Bibliotecii Centrale Universitare din Iași. Eminescu preda acum și lecții de logică la Institutul Academic în locul lui Xenopol pe lângă sarcinile de la bibliotecă. În 19 septembrie, printr-o scrisoare adresată secretarului agenției diplomatice din Berlin, a motivat de ce a abandonat această sarcină și de ce a luat drumul către țară. În 7 octombrie, Maiorescu a luat cunoștință prin Al. Lambrior că Eminescu nu poate pleca așa curând în străinătate ca să facă doctoratul, fiind oprit de întâmplări grave în familie: două surori se îmbolnăviseră de tifos la băi, în Boemia. În 10 octombrie, Șerban, fratele poetului, care dăduse semne de o alienație mintală, s-a internat în spital prin intervenția Agenției române din Berlin.
S-a întors în noiembrie 1874 la Berlin pentru examene, iar în 8 noiembrie a promis că va veni într-o joi la serata literară de la Veronica Micle pentru a citi o poezie cu subiect luat din folclor. În 28 noiembrie Agenția română din Berlin a anunțat moartea lui Șerban, fratele poetului.

### Revenirea în România

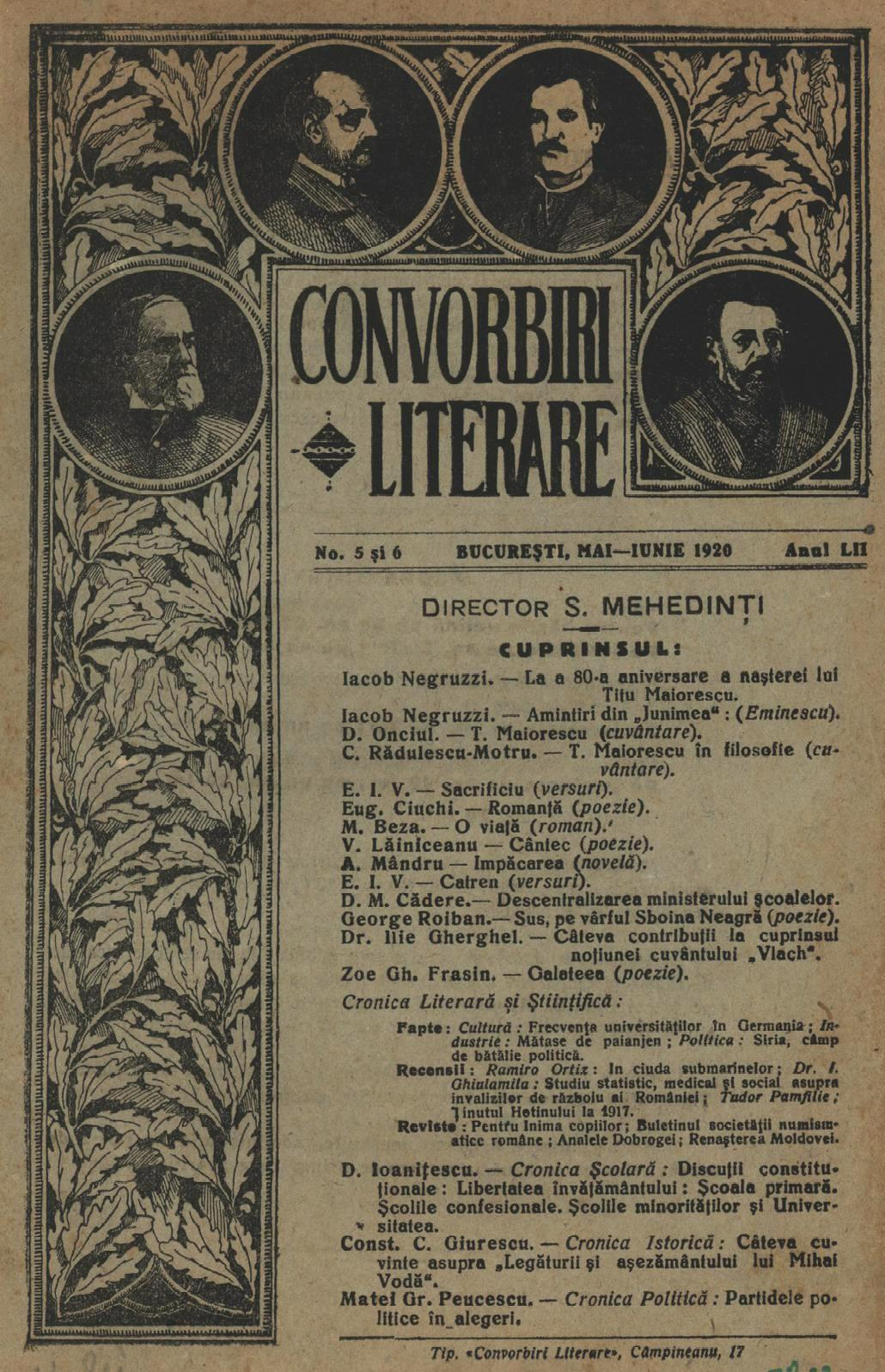
Eminescu (dreapta sus) pe prima pagină a revistei Convorbiri Literare

S-a reîntors în țară în 1874, stabilindu-se la Iași. A fost director al Bibliotecii Centrale Universitare, profesor suplinitor, revizor școlar pentru județele Iași și Vaslui, redactor la ziarul Curierul de Iași. A continuat să publice în Convorbiri literare. A devenit bun prieten cu Ion Creangă, pe care l-a determinat să scrie și l-a introdus în societatea Junimea. Situația lui materială era nesigură și a avut necazuri în familie - când i-au murit mai mulți frați și, pe urmă, chiar și mama. Tot în această perioadă Eminescu s-a îndrăgostit de Veronica Micle. Mandache Leocov sugerează că poetul, plimbându-se adesea prin Grădina Copoului, s-ar fi atașat de un tei multisecular, arbore devenit, ulterior, celebru sub numele de Teiul lui Eminescu: „Aici, la umbra teiului, ieșenii îl întâlneau frecvent pe marele nostru poet, fie alături de Veronica Micle, fie alături de bunul său prieten, Ion Creangă. [...] După plecarea lui la București, ieșenii au botezat acest tei Teiul lui Eminescu”.
În prima parte a anului 1875 a pus ordine în bibliotecă și a propus îmbogățirea ei cu manuscrise și cărți vechi românești. Tot în acest an a început traducerea din germană a unei gramatici paleoslave. L-a introdus pe Ion Creangă în societatea Junimea. Rămas fără serviciu, Eminescu a primit postul de corector și redactor al părții neoficiale din gazeta oficială a primăriei Iașului, Curierul de lași, unde numeroase rubrici redactate de el au fost publicate fără semnătură. A frecventat cu regularitate ședințele Junimii. De multe ori l-a vizitat pe Creangă în bojdeuca sa din cartierul Țicău al Iașilor. Cu ocazia unui drum la București s-a împrietenit (amorezat) cu Mite Kremnitz, o doamnă de companie a reginei Elisabeta, cunoscută prin intermediul lui Maiorescu. Totuși, Veronica Micle a rămas iubirea vieții sale.
În 6 martie, într-un raport adresat lui Maiorescu, ministrul Educațiunii, a înaintat o listă bogată de tipărituri și manuscrise vechi pentru achiziționare, iar pe 14 martie, în cadrul prelegerilor publice ale Junimii, a susținut o conferință pe care a tipărit-o ulterior în Convorbiri literare din 1 august sub titlul Influența austriacă asupra românilor din principate.
În 26 mai a înaintat Ministerului Educațiunii un raport elogios asupra unei cărți didactice alcătuită de Ion Creangă și de alții. În 3 iunie, schimbându-se guvernul, Eminescu a fost pus în disponibilitate prin Decretul domnesc nr. 1013. În 15 iunie a primit scrisoarea lui Titu Maiorescu prin care i s-a propus funcția de revizor școlar pentru județele Iași și Vaslui. În 22 iunie, prin raportul său către Ministerul Educațiunii, Dimitrie Petrino a cerut ca Mihai Eminescu, fost bibliotecar, să fie urmărit pentru obiecte și cărți „sustrase”. Ca atare, Ministerul a înaintat raportul Parchetului de pe lângă Judecătoria Iași.
În 1 iulie a fost invitat să-și ia în primire noul post de revizor, iar în ziua următoare a predat biblioteca lui Dimitrie Petrino, autorul broșurii criticate de Eminescu în articolul său O scriere critică. Tot în această vreme a fost înlocuit și de la școală din cauza grevei declarate de elevii unor clase. În 10 august a înaintat Ministerului un raport asupra constatărilor făcute cu ocazia conferințelor cu învățătorii din județul Iași. A remarcat pe institutorul Ion Creangă de la Școala nr. 2 din cartierul Păcurari, Iași. Pe data de 15 august s-a stins din viată la Ipotești, mama poetului, Raluca Eminovici.
În 5 septembrie a trimis un raport cu propuneri de reorganizare a școlilor din județul Vaslui, iar, în 17 decembrie, judecătorul de instrucție în cazul raportului înaintat la Parchet de către Dimitrie Petrino a declarat că „nu este loc de urmare”. În 20 septembrie 1877 i-a comunicat lui Ioan Slavici că se simte din ce în ce mai singur, iar în 12 octombrie a precizat către același că Iașii i-au devenit „nesuferiți”. În a doua jumătate a lunii octombrie, fiind invitat să intre în redacția ziarului Timpul, Eminescu a părăsit Iașiul și a venit la București, unde s-a dedicat gazetăriei. 

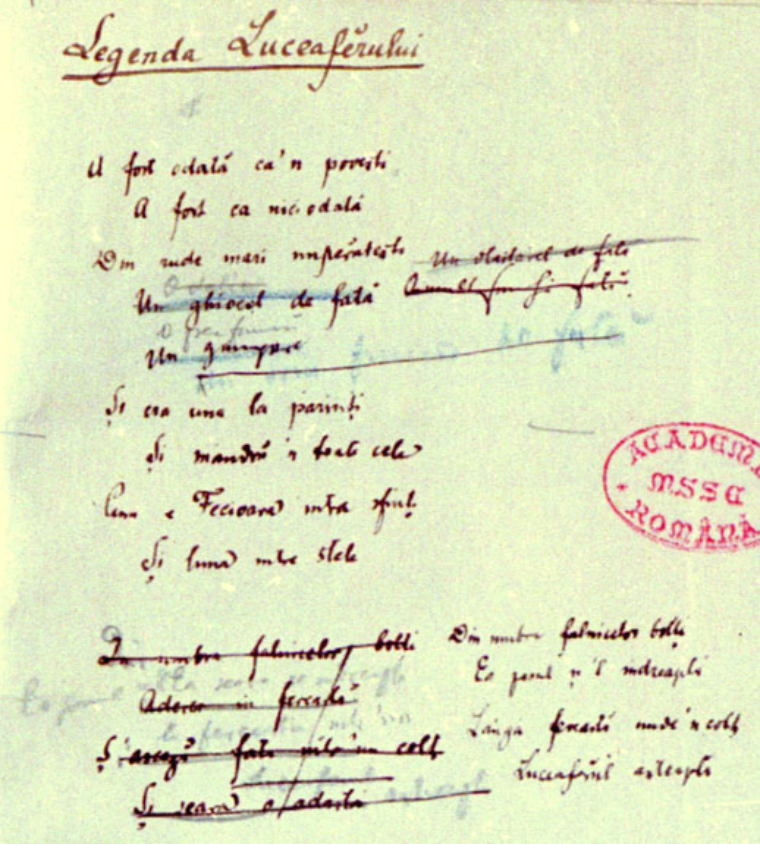
Manuscrisul Luceafărului (1882)

În 6 august 1879 a murit profesorul universitar Ștefan Micle. Astfel, Veronica Micle, văduvă de acum, a venit la București și l-a rugat pe Eminescu să intervină pentru urgentarea pensiei sale. Împreună au făcut mai multe planuri de căsătorie - rămasă neîmplinită.

Într-o scrisoare din 1880 către sora sa, Henrieta Eminescu, s-a plâns că are mult de lucru și că este bolnav trupește, dar, mai mult, sufletește. Din partea familiei sale a primit numai imputări, în special din partea tatălui său. Nu a avut nici timp, nici dispoziție, să-l felicite măcar pe Matei Eminescu, care-i trimisese invitație la nuntă.  Negruzzi îi scrie imputându-i că nu-i mai trimite nici o colaborare. Atunci nu a publicat decât o singură poezie. Între timp a renunțat la orice gând de căsătorie cu Veronica Micle. 

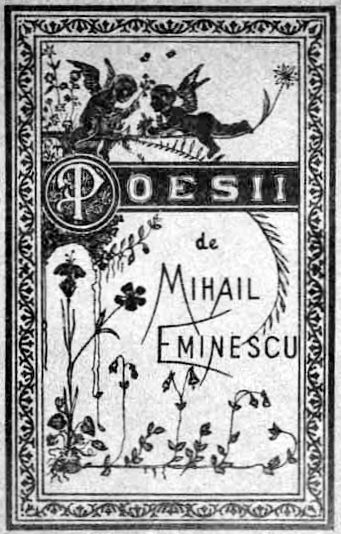
Poesii (1884)

În 1877 s-a mutat la București, unde până în 1883 a fost redactor, apoi redactor-șef (în 1880) la ziarul Timpul. A desfășurat o activitate publicistică excepțională ce i-a ruinat, însă, sănătatea. Acum a scris marile lui poeme (seria Scrisorile, Luceafărul etc.).
Nu a publicat nici o poezie în tot timpul anului 1882. În schimb, a citit în mai multe rânduri poemul său Luceafărul (tradus ulterior de Mite Kremnitz în limba germană) în cadrul ședințelor Junimii lui Titu Maiorescu. Este văzut deseori în casă la Maiorescu. Pe 1 ianuarie, la gazetă, Eminescu este "flancat" de un director și un comitet redacțional care urmau să-i tempereze avântul său gazetăresc polemic. Reorganizarea redacției este însă inoperantă, fiindcă poetul continuă să scrie în stilul său propriu. În 13 septembrie, în absența poetului probabil, se citesc „iarăși vecinic frumoasele poezii de Eminescu” în casa lui Maiorescu.
În luna ianuarie a anului 1883, Eminescu este internat pentru o vreme în spital. În lipsa lui se citește, în casa lui Titu Maiorescu, în două rânduri, „Luceafărul” în limba germană.

### Moartea

#### Internarea

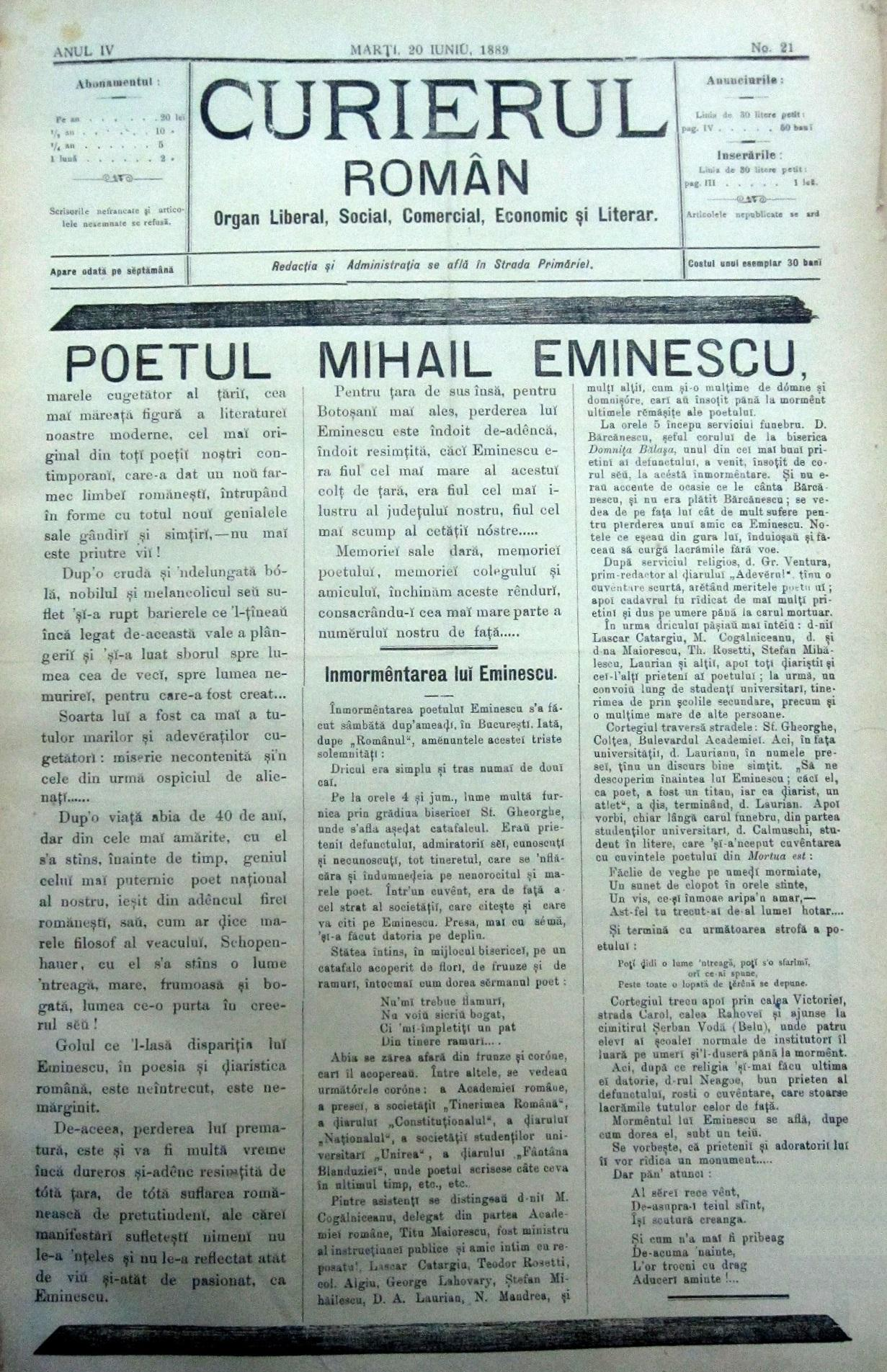
Ediția din 20 iunie 1889 a Curierului român anunțând moartea lui Eminescu

La București, în 23 iunie 1883, pe o căldură înăbușitoare, Eminescu începea să dea semne de alienare mintală, iar, din 28 iunie, boala a izbucnit din plin. În aceeași zi a fost internat în sanatoriul doctorului Șuțu cu diagnosticul de „manie acută”. Conform părerii dr. Ion Nica, exprimată în cartea „Eminescu, structura somato-psihică” (1972), poetul suferea de psihoză maniaco-depresivă - opinie adoptată și de criticul Nicolae Manolescu.
Titu Maiorescu a fost vizitat în 12 august de tatăl, Gheorghe Eminovici, și de fratele poetului (locotenentul), care au cerut mai multe relații asupra pacientului. Fondurile strânse din vânzarea biletelor, în valoare de două mii de lei, au fost adăugate contribuției amicilor pentru plecarea lui Eminescu la tratament, în străinătate. Astfel, poetul a fost trimis la Viena în 20 octombrie și internat la sanatoriul de la Oberdöbling, fiind însoțit pe drum de un vechi prieten, Alexandru Chibici Revneanu.
În 1 ianuarie 1884 Eminescu a fost vizitat de Maiorescu și de vărul acestuia, C. Popazu, din Viena, care aveau sarcina să-l cerceteze cât mai des la sanatoriu. În 8 ianuarie a murit la Ipotești, Gheorghe Eminovici, tatăl poetului. Pe 12 ianuarie Eminescu i-a scris lui Chibici că dorește să se întoarcă în țară, iar în 4 februarie i-a scris lui Maiorescu, exprimându-i aceeași dorință. Doctorul Obersteiner a recomandat, într-o notă din 10 februarie, ca pacientul să facă o călătorie prin Italia. În 26 februarie Eminescu a plecat în călătoria recomandată, fiind însoțit de amicul său Chibici.
În 7 martie, la Ipotești, fratele lui, Neculai Eminovici (Nicu), s-a sinucis prin împușcare.
Mihai Eminescu s-a întors la București pe 27 martie, fiind primit la gară de mai mulți amici. A plecat în 7 aprilie la Iași cu același însoțitor. În 24 septembrie a fost numit în postul de sub-bibliotecar al Bibliotecii Centrale din Iași. În 25 octombrie a fost prezent la banchetul anual al Junimii, iar în noiembrie a fost internat în Spitalul Sfântul Spiridon din Iași. În luna decembrie a primit vizita scriitorului Alexandru Vlahuță, care l-a găsit în putere creatoare, chiar binedispus.
În perioada iulie–august 1885 a urmat o cură medicală la Liman, lângă Odessa, de unde a scris cerând bani pentru plata taxelor. Editura Socec i-a dat 500 lei în contul volumului de poezii. La începutul lunii septembrie încă nu ajunsese la Iași.
În anul 1886 a fost menținut în serviciul Bibliotecii Centrale Universitare, unde a îndeplinit roluri șterse: a scris statele de plată, adresele pentru înaintarea lor, diverse circulare pentru restituirea cărților împrumutate și pentru convocarea comisiei bibliotecare. În 15 martie, Albumul literar al societății studenților universitari Unirea i-a publicat poezia Nu mă-nțelegi. A fost înlocuit în 9 noiembrie din postul de la Biblioteca Centrală Universitară și, în urma unui consult medical, este transportat la sanatoriul de la Mănăstirea Neamț.
În primăvara anului 1887 Mihai Eminescu a plecat la Botoșani, la sora sa Henrieta, unde a fost internat în spitalul local "Sfântul Spiridon". În timpul acesta, la Iași, s-au organizat comitete de ajutorare, care au lansat liste de subscripție publică pentru întreținerea și îngrijirea poetului. În 13 iulie a revenit la Iași pentru un consult de specialitate. Medicii au recomandat trimiterea pacientului la Viena și în localitatea Hall din Tirol, astfel că, pe 15 iulie, Eminescu era deja plecat spre destinațiile recomandate, însoțit de aspirantul în medicină Grigore Focșa. Pe 1 septembrie s-a întors de la Hall, din Tirol, la Botoșani, unde a stat la sora Henrieta, fiind luat sub îngrijirea doctorului Iszak. Trupa de teatru a fraților Vlădicescu, cunoscuți poetului, a dat în luna decembrie, la Botoșani, un spectacol de caritate în beneficiul bolnavului.
Eminescu a dorit în 1888 să-și termine unele lucrări de care și-a amintit că le-a lăsat în manuscris. I-a amintit Henrietei de o gramatică a limbii sanscrite, rămasă în manuscris la Biblioteca Centrală Universitară din Iași. Printr-o scrisoare recomandată i-a cerut lui Maiorescu să-i trimită manuscrisele de la Bibliotecă și cele rămase la București. Criticul însă nu a dat nici un răspuns acestei scrisori. Iacob Negruzzi a depus pe biroul Camera Deputaților o petiție, din partea unui număr de cetățeni din toate părțile țării, pentru un proiect de lege prin care să se acorde poetului o pensie viageră de către stat. Propunerea a fost susținută și de Mihail Kogălniceanu. Camera a votat un ajutor lunar de 250 lei. Între timp, Veronica Micle a venit la Botoșani și l-a determinat pe Eminescu să se mute la București. Astfel, din 15 aprilie, poetul s-a stabilit definitiv la București. Aici a avut o modestă reluare de activitate literară. În 23 noiembrie proiectul de lege cu privire la pensia viageră a trecut la Senat, unde era susținut de Nicolae Gane ca raportor. Legea s-a votat abia în luna aprilie a anului următor.

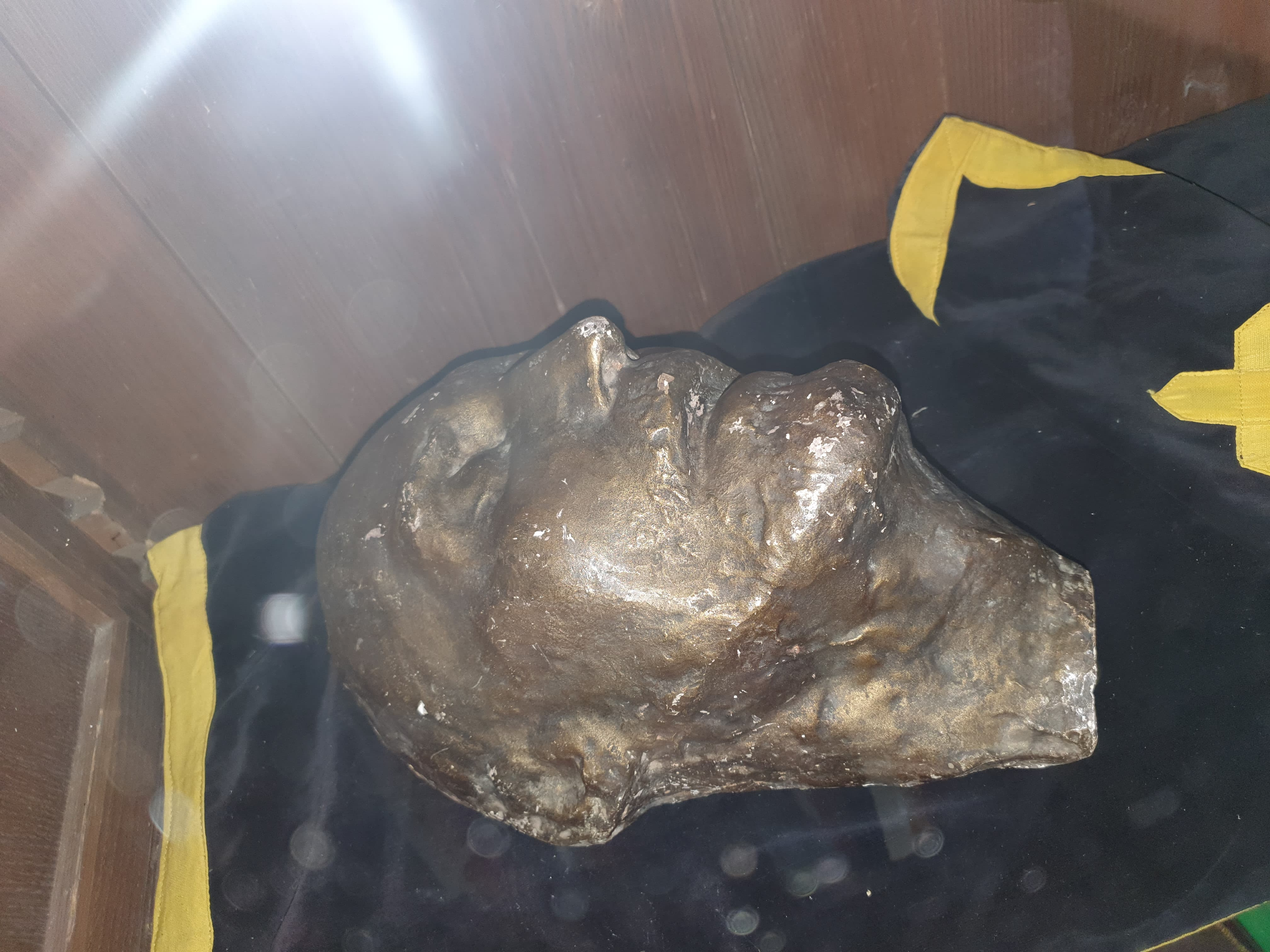
Mihai Eminescu - Masca mortuară, realizată de Filip Marin, aflată în casa părintească din Ipotești, România

Mihai Eminescu a ajuns să fie internat în 3 februarie 1889 la spitalul Mărcuța din București, după care a fost transferat la sanatoriul Caritas. Medicul Zaharia Petrescu, împreună cu dr. Alexandru Șuțu, l-a examinat pe Mihai Eminescu, concluzia raportului medical din 20 martie 1889 fiind următoarea: “dl. Mihail Eminescu este atins de alienație mintală în formă de demență, stare care reclamă șederea sa într-un institut”. În 13 aprilie 1889 s-a instituit o curatelă pentru asistența judiciară a bolnavului.

#### Serviciul funerar

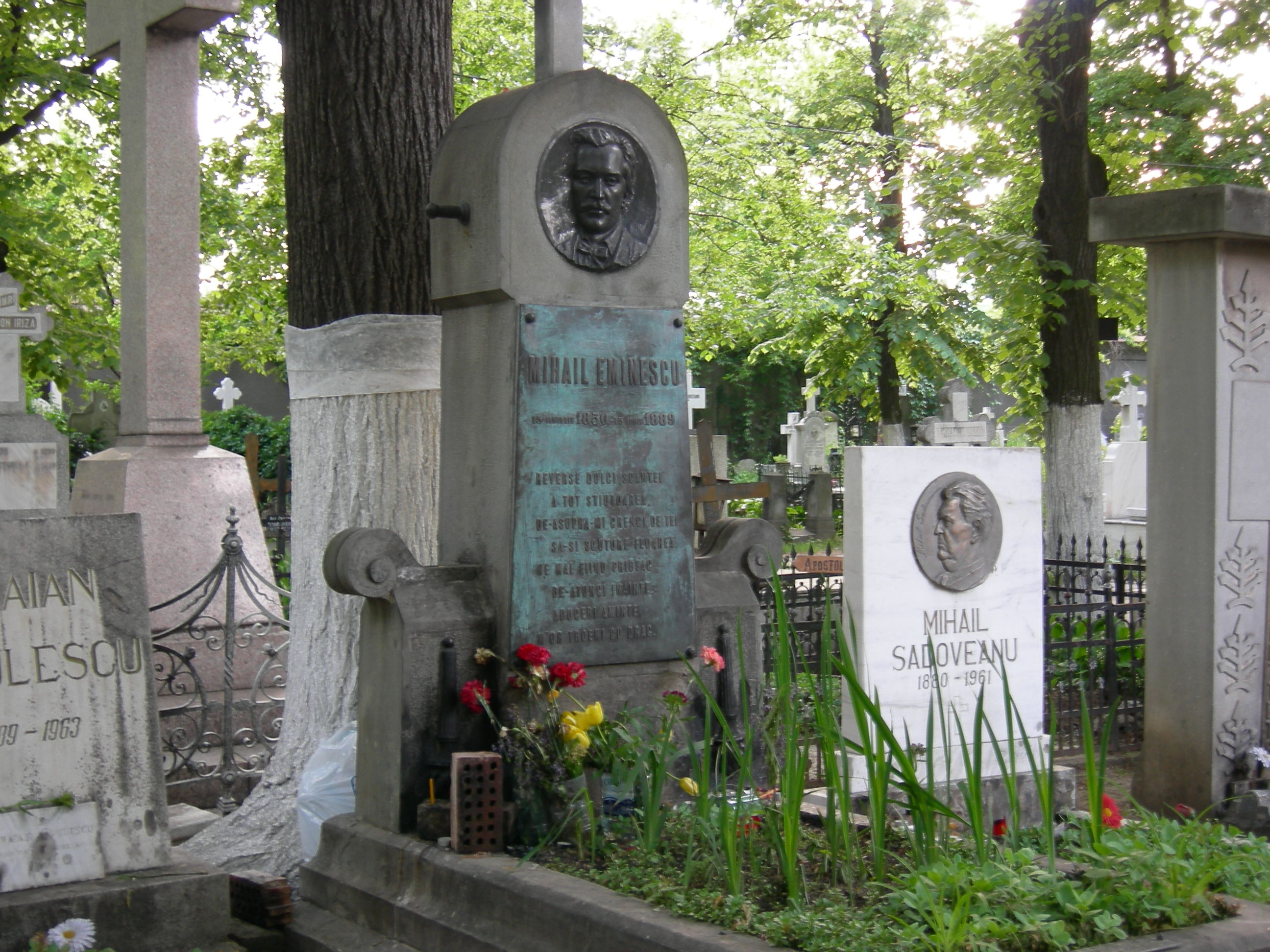
Mormântul lui Mihai Eminescu în cimitirul Bellu din București

Moartea lui Mihai Eminescu a avut loc pe data de 15 iunie 1889, în jurul orei 4 dimineața, în casa de sănătate a doctorului Șuțu din strada Plantelor nr. 9 din București, după ce, la începutul anului, boala sa devenise tot mai violentă. Ziarul Românul anunța în ziua următoare la rubrica de știri: Eminescu nu mai este. Corpul neînsuflețit al poetului a fost depus în biserica Sf. Gheorghe, pe un catafalc simplu, împodobit cu cetină de brad. Un cor dirijat de muzicianul C. Bărcănescu a interpretat litania „Mai am un singur dor". După slujba religioasă (Prohodul) și discursul lui Grigore Ventura, carul funebru, la care fuseseră înhămați doar doi cai, s-a îndreptat spre Universitate, unde Dimitrie Laurian rostește al doilea discurs funebru. Apoi cortegiul, la care se adaugă diverși trecători, o pornește pe Calea Victoriei, Calea Rahovei și se îndreaptă spre cimitirul Șerban Vodă, denumit azi Bellu. Patru elevi ai Școlii normale de institutori din București au purtat pe umeri sicriul până la mormânt, unde a fost îngropat sub „teiul sfânt” din cimitirul Bellu, după cum scria chiar Caragiale în necrologul În Nirvana.
George Călinescu a scris despre moartea poetului: 
„Astfel se stinse în al optulea lustru de viață cel mai mare poet, pe care l-a ivit și-l va ivi vreodată, poate, pământul românesc. Ape vor seca în albie și peste locul îngropării sale va răsări pădure sau cetate, și câte o stea va veșteji pe cer în depărtări, până când acest pământ să-și strângă toate sevele și să le ridice în țeava subțire a altui crin de tăria parfumurilor sale.”
Tudor Vianu a spus: „fără Eminescu am fi mai altfel și mai săraci”.

## Personalitate
Cea mai realistă analiză psihologică a lui Mihai Eminescu i-o datorăm lui I.L. Caragiale, care, după moartea poetului, a publicat trei scurte articole pe această temă: În Nirvana, Ironie și Două note. Părerea lui Caragiale era că trăsătura cea mai caracteristică a lui Eminescu o reprezenta „un temperament de o excesivă neegalitate”. Viața lui Eminescu a fost o continuă oscilare între atitudini introvertite și extravertite.
„Așa l-am cunoscut atuncea, așa a rămas până în cele din urmă momente bune: vesel și trist; comunicativ și ursuz; blând și aspru; mulțumindu-se cu nimica și nemulțumit totdeauna de toate; aci de o abstinență de pustnic, aci apoi lacom de plăcerile vieții; fugind de oameni și căutându-i; nepăsător ca un bătrân stoic și iritabil ca o fată nervoasă. Ciudată amestecătură! – fericită pentru artist, nefericită pentru om!”
Criticul literar Titu Maiorescu, cel care l-a sprijinit moral și material pe parcursul întregii vieți, dar mai ales după tragicul moment al declanșării bolii sale, a publicat despre poezia lui Eminescu în două dintre articolele sale. Primul este Direcția nouă în poezia și proza românească(1872), unde analiza doar câteva dintre poeziile publicate în revista Convorbiri literare până în momentul tipăririi articolului: Venere și Madonă, Mortua Est, și Epigonii. Va reveni ulterior după moartea poetului asupra întregului set de poezii publicate antum în studiul Eminescu și poeziile sale, publicat la scurtă vreme după moartea sa prematură. Dar, poate, documentul cel mai uman și cel mai cald este scrisoarea pe care i-o trimite acesta în perioada în care poetul se îngrijea de sănătate în străinătate, într-un sanatoriu din Viena, asigurându-l că volumul său de Poesii, editat de Editura Socec (ediție princeps) în 1883, se bucură de o bună recepție, fiind citit atât de locuitorii mahalalei Tirchileștilor, cât și de doamnele de la Curtea Reginei Carmen Sylva, o admiratoare declarată a poetului, și cea care a intervenit pe lângă regele Carol I pentru a-i fi acordată distincția „Bene merenti", distincție refuzată totuși de poet din anumite motive politice. În portretul pe care i l-a făcut poetului în studiul Eminescu și poeziile sale(1889), Titu Maiorescu accentuează trăsăturile introvertite ale lui, care, de altfel, erau dominante. Maiorescu a promovat imaginea unui visător rupt de realitate care nu suferea din cauza condițiilor materiale în care trăia, indiferent la ironiile și laudele semenilor, caracteristica lui principală fiind „seninătatea abstractă”.
„Ceea ce caracterizează mai întâi de toate personalitatea lui Eminescu este o așa covârșitoare inteligență, ajutată de o memorie căreia nimic din cele ce-și întipărise vreodată nu-i mai scăpa (nici chiar în perioadele bolnave declarate), încât lumea în care trăia el după firea lui și fără nici o silă era aproape exclusiv lumea ideilor generale ce și le însușise și le avea pururea la îndemână. În aceeași proporție tot ce era caz individual, întâmplare externă, convenție socială, avere sau neavere, rang sau nivelare obștească și chiar soarta externă a persoanei sale ca persoană îi era indiferentă.”
În realitate, așa cum se poate constata din poeziile sau scrisorile sale și așa cum își amintește Caragiale, Eminescu era de multe ori sub influența unor impulsuri inconștiente, greu stăpânite. Viața lui Eminescu a fost o suprapunere de cicluri de diferite lungimi formate din avânturi alimentate de visuri și crize datorate impactului cu realitatea. Ciclurile puteau dura de la câteva ore sau zile, până la săptămâni sau luni, în funcție de importanța întâmplărilor sau puteau fi chiar de mai lungă durată când erau legate de evenimentele care i-au marcat viața în mod semnificativ, ca legătura cu Veronica Micle, activitatea politică din timpul studenției, participarea la întâlnirile Junimii sau ziaristica de la Timpul. Un exemplu caracteristic al acestor crize este felul în care descrie el însuși accesele sale de gelozie.
„Tu trebuie să știi, Veronică, că pe cât te iubesc, tot așa – uneori – te urăsc; te urăsc fără cauză, fără cuvânt, numai pentru că-mi închipuiesc că râzi cu altul, pentru care râsul tău nu are prețul ce i-l dau eu și nebunesc la ideea că te-ar putea atinge altul, când trupul tău e al meu exclusiv și fără împărtășire. Te urăsc uneori pentru că te știu stăpână pe toate farmecele cu care m-ai nebunit, te urăsc presupunând că ai putea dărui din ceea ce e averea mea, singura mea avere. Fericit pe deplin nu aș fi cu tine, decât departe de lume, unde să n-am nici a te arăta nimănui și liniștit nu aș fi decât închizându-te într-o colivie, unde numai eu să am intrarea.”
Ioan Slavici a evocat în câteva texte cu caracter memorialistic atât amintirile din perioada prieteniei lor vieneze, cât și sărbătoarea consacrată serbării de la Putna, organizată la propunerea societății României june, din care cei doi au făcut parte în epoca studiilor lor la Universitatea din Viena.

## Activitatea de jurnalist politic
Activitatea de ziarist a lui Eminescu a început în vara anului 1876, fiind nevoit să o practice din cauza schimbărilor prilejuite de căderea guvernului conservator. Până atunci el fusese revizor școlar în județele Iași și Vaslui, funcție obținută cu sprijinul ministrului conservator al învățământului, Titu Maiorescu. Imediat după preluarea conducerii ministerului de către liberalul Chițu, Eminescu a fost demis din funcția de revizor școlar, în 3 iunie 1876, și a lucrat ca redactor la Curierul de Iași, publicație aflată atunci în proprietatea unui grup de junimiști. O parte din articolele publicate de Eminescu în Curierul de Iași au fost tipărite de Ion Scurtu în antologia sa M. Eminescu, Scrieri politice și literare, vol. I (1905). La inițiativa lui Maiorescu și Slavici, Eminescu a fost angajat în octombrie 1877 ca redactor la cotidianul Timpul, organul oficial al conservatorilor, unde a rămas în următorii șase ani.

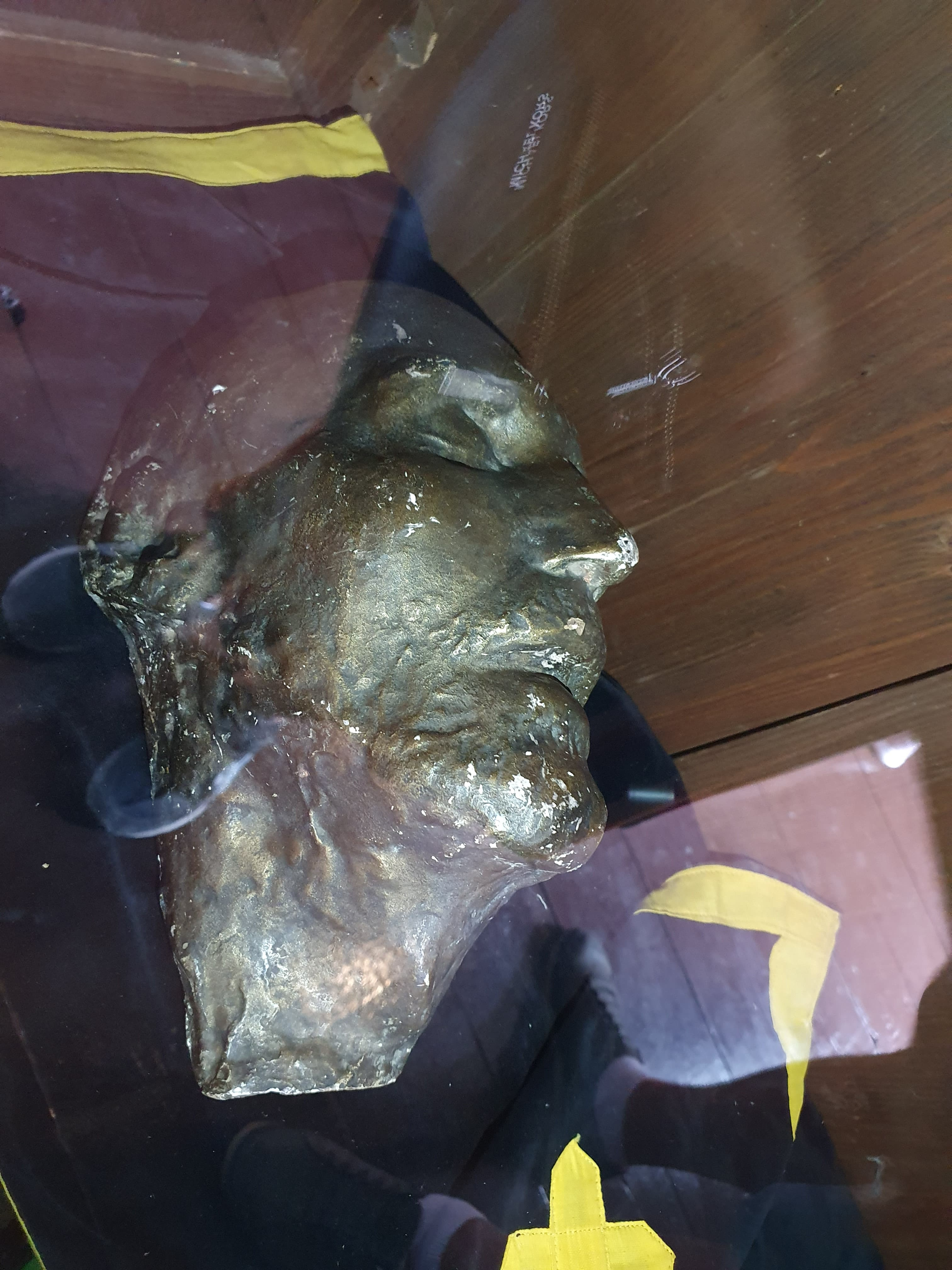
Mihai Eminescu - Masca mortuară aflată în casa părintească din Ipotești, România

Deși a ajuns jurnalist printr-un concurs de împrejurări, Eminescu nu a practicat jurnalismul ca pe o meserie oarecare din care să-și câștige pur și simplu existența. Articolele pe care le scria au constituit o ocazie de a face cititorilor educație politică, așa cum își propusese.
„Părerea mea individuală, în care nu oblig pe nimeni de-a crede, e că politica ce se face azi în România și dintr-o parte și dintr-alta e o politică necoaptă, căci pentru adevărata și deplina înțelegere a instituțiilor noastre de azi ne trebuie o generațiune ce-avem de-a o crește de-acu-nainte. Eu las lumea ca să meargă cum îi place dumisale – misiunea oamenilor ce vor din adâncul lor binele țării e creșterea morală a generațiunii tinere și a generațiunii ce va veni. Nu caut adepți la ideea cea întâi, dar la cea de a doua sufletul meu ține ca la el însuși.”
Pentru Eminescu legea supremă în politică era conservarea naționalității și întărirea statului național:
„ … toate dispozițiile câte ating viața juridică și economică a nației trebuie să rezulte înainte de toate din suprema lege a conservării naționalității și a țării, cu orice mijloc și pe orice cale, chiar dacă și mijlocul și calea n-ar fi conforme cu civilizația și umanitarismul care azi formează masca și pretextul sub care apusul se luptă cu toate civilizațiile rămase îndărăt sau eterogene.” ”
De aceea, o politică eficientă putea fi realizată numai ținând seamă „de calitățile și defectele rasei noastre, de predispozițiile ei psihologice”. Prin atitudinea sa, Eminescu nu dorea să constrângă cetățenii de altă etnie să devină români sau să-i excludă din viața publică. Ceea ce își dorea era ca interesul național să fie dominant, nu exclusiv. „Dar ceea ce credem, întemeiați pe vorbele bătrânului Matei Basarab e că țara este, în linia întâia, elemental național și că e scris în cartea veacurilor ca acest element să determine soarta și caracterul acestui stat.” 
Publicistica lui Eminescu acoperă perioada Războiului de Independență, a proclamării independenței, a satisfacerii condițiilor impuse de Congresul de la Berlin pentru recunoașterea independenței și a proclamării regatului. Pe lângă aceste mari evenimente politice și sociale, el s-a ocupat în articolele sale de toate problemele societății românești din acea vreme: răscumpărarea căilor ferate, noua constituție și legea electorală, bugetul, înființarea Băncii Naționale, dările, inamovibilitatea magistraților, politica externă etc. Majoritatea articolelor scrise de Eminescu fac parte dintr-o polemică continuă dusă cu ziarele liberale și în principal cu Românul condus de C.A. Rosetti, liberalii aflându-se atunci la guvernare.
Eminescu a exprimat opinii antisemite în publicistica sa, asemenea altor poeți naționaliști europeni ai vremii sale. A fost revendicat mai târziu de Mișcarea Legionară. În privința opiniilor sale, Raportul Elie Wiesel consemna că „[o]piniile sale despre evrei erau complexe și nu atât de excesive cum s-a afirmat uneori” și că „Eminescu nu era singurul dintre liderii culturali care își exprima opiniile antisemite în perioada dintre dobândirea independenței naționale și formarea României Mari”.

## Receptarea operei eminesciene
Opera poetică eminesciană a fost divizată de destinul poetului în două secțiuni, prima - cea antumă - a fost publicată în timpul vieții poetului de Titu Maiorescu la editura Socec, cu puțin timp înainte ca mintea acestuia să se întunece în 1880. Cea mai mare parte a creației sale a rămas în manuscris, predate de Titu Maiorescu Bibliotecii Academiei Române, unde au fost folosite inițial de Perpessicius pentru ediția critică, inițiată în 1939 la Editura Fundațiilor Regale Regele Carol al II-lea și finalizată abia în anul 2000. Manuscrisele au rămas multă vreme nefolosite, iar criticii au considerat că ele conțin bruioane sau simple schițe ale operelor neterminate și din acest motiv Titu Maiorescu nici nu și-a pus problema posibilei lor editări. Criticul literar care le-a pus într-o lumină cu totul specială a fost George Călinescu, cel care își va susține doctoratul în literatură pornind de la nuvela postumă Avatarii faraonului Tla și care va recompune imaginea întregii opere în magistrala sa monografie Opera lui Mihai Eminescu, un studiu în patru volume, editat inițial la Editura Fundațiilor Regale Regele Carol al II-lea pentru Literatură și Artă, în perioada 1934-1936.
După schimbarea de regim politic din 1947 poezia lui Mihai Eminescu a fost grav cenzurată, iar în manualele școlare au pătruns doar câteva texte, printre ele fiind poezia „Împărat și proletar", iar opera lui a fost redusă la o suprafață foarte mică și înlocuită de poetica poeziei proletcultiste, specifică acelei epoci. Exegeza eminesciană a revenit la nivelul ei abia după 1965 prin câteva momente semnificative, trebuind menționate în acest context studiile unor eminescologi ca Ion Negoițescu, Rosa del Conte, Ioana Em. Petrescu, Zoe Dumitrescu Bușulenga, Petru Creția, Ilina Gregori care s-au adăugat canonului eminescologiei interbelice, la care și-au adus contribuția mari critici sau stilisticieni literari precum Tudor Vianu, Perpessicius, Dumitru Caracostea etc.
„În universul operei, proza se arată ca o densă complementaritate de idei și imagini a poeziei, pe care, în numeroase feluri, o duce mai departe și o explică. Ne întrebăm adesea cum s-ar înțelege structura roului titanic ori demonic din poezia eminesciană dacă n-ar interveni paginile cu motivări ample și coerente adânc din Geniu pustiu ori Sărmanul Dionis? Sau cum s-ar pătrunde în lupta eroului cu categoriile de spațiu și timp fără elucidările filosofice din Sărmanul Dionis? Trecerile de la o ipostază filosofică la alta, modificările în concepția despre lume și erou a poetului, raportul dintre gândul filosofic și ideea mito-poetică sau imagine se limpezesc numai luminate de proză, care oferă adesea și valori estetice de mâna întâi.”—Zoe Dumitrescu-Bușulenga, Eminescu–cultură și creație
Un moment semnificativ al contestării poetului (de către un grup de critici literari consacrați, din care făceau parte Nicolae Manolescu, Ion Bogdan Lefter, Mircea Cărtărescu, un politolog - profesorul de științe politice Cristian Preda, dar și de un număr de tineri scriitori, și anume de cel care coordonase numărul, redactorul Cezar Paul-Bădescu, Răzvan Rădulescu, T.O.Bobe sau studentul Marius Chivu) l-a constituit numărul 265 din 1998 al revistei „Dilema", care a stârnit o reacție foarte puternică a lumii culturale românești, dar și a jurnaliștilor de la diverse publicații, toate aceste reacții fiind adunate de Cezar Paul-Bădescu într-o antologie intitulată „Cazul Eminescu". Acesta a selectat numai reacțiile emoționale și a trecut cu vederea pe cele avizate care veneau din partea unor eminescologi ca Ilina Gregori, Eugen Simion, Ștefan Cazimir etc.

### Traduceri
Primul traducător al lui Mihai Eminescu a fost scriitorul maghiar József Sándor, care a publicat în anul 1885 traducerea poeziei Atât de fragedă..., sub titlul Cseresznyefa fehér virága (Floare albă de cireș). Al doilea traducător al unei opere eminesciene a fost preotul greco-catolic Laurențiu Bran, care a publicat, de asemenea, traducerea în limba maghiară a unor poezii ale lui Mihai Eminescu în anul 1889.

## Mihai Eminescu în conștiința publică
Mihai Eminescu, considerat după moarte poetul național al României, a rămas în conștiința publică prin scrierile publicate antum și postum, prin adaptarea operei sale în teatru, muzică și film sau prin omagierea în numismatică și filatelie.
Numeroase mituri sau teorii ale conspirației au fost propagate despre viața și moartea lui Eminescu. Printre ele se numără teoria asasinării sale de către agenți ai Austro-Ungariei cu ajutorul prietenului și colaboratorului său, Titu Maiorescu.

### Teatru și film
- Eminescu, Veronica, Creangă. Film de Octav Minar, 1914, casa de filme Pathé, imaginea: Victor de Bon. Loc de depozitare actual: Arhiva Națională de Filme. Durata 23'. Prima parte: docu-dramă, a doua parte: poem cinematografic, cu poeme recitate pe imagini exotice (Italia, Egipt).
- Geniu sublim (Eminescu), scenariu de film, scris în 1966 de scriitorul Cristian Petru Bălan și achiziționat oficial de Centrul Cinematografic București, secția scenarii film, în 1967. După emigrarea autorului în America, scenariul a fost publicat în 1996, la editura Western Publishing din Chicago, câteva exemplare existând și în România (Biblioteca Academiei Române, Biblioteca Centrală Universitară din București ș.a.).

În anul 1986, revenit în RSS Moldovenească, regizorul Emil Loteanu a regizat filmul artistic de televiziune Luceafărul, despre viața și creația poetului Mihai Eminescu.

### Filatelie
- Serviciile poștale din Republica Populară Romînă au emis în 1958 o serie filatelică pe care erau gravate portrete ale diferitelor personalități, între care și Mihai Eminescu, reprezentat pe o marcă poștală cu valoarea nominală de 55 de bani (era una dintre cele mai curente mărci poștale în epocă, fiind folosită pentru francarea scrisorilor simple). Machetele acestei serii de mărci poștale au fost realizate de gravorul Șerban Zainea.
- Serviciile poștale din Republica Moldova au pus în circulație, în 1996 o marcă poștală, pe care este gravat portretul lui Mihai Eminescu. Marca poștală are valoarea nominală de 0,10 lei moldovenești. Totodată a fost emisă și colița nr. 9, care are reprezentat arborele genealogic al lui Eminescu; valoarea nominală a coliței este de 1,40 lei moldovenești.
- În 1999 serviciile poștale din Republica Moldova au emis o nouă marcă poștală ce reprezintă Medalia „Mihai Eminescu”, cu valoarea nominală de 90 de bani moldovenești.
- Cu prilejul împlinirii a 150 de ani de la nașterea poetului, în anul 2000, a fost emisă, de către serviciile poștale ale Republicii Moldova, colița nr. 21: Mihai Eminescu – 150 de ani de la naștere.

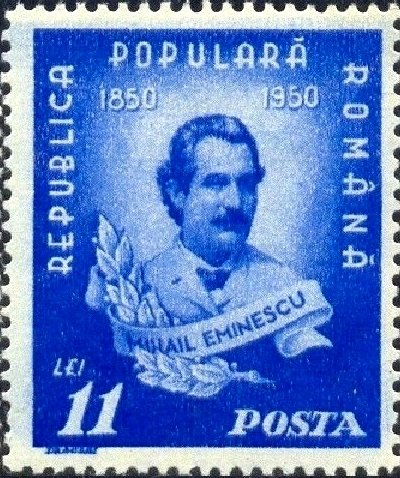
Marcă poștală, cu valoarea nominală de 11 lei, emisă de Republica Populară Română (1950)
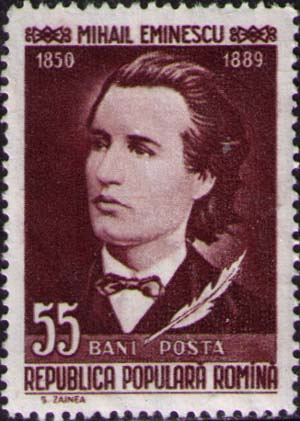
Marcă poștală românească (1958)
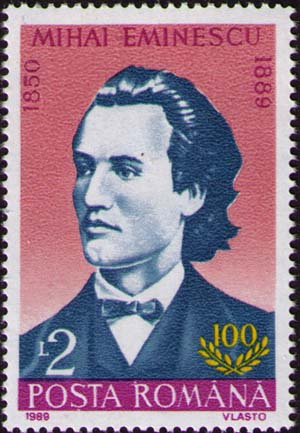
Marcă din Republica Socialistă România (1989)
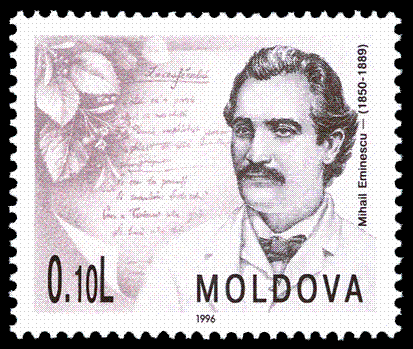
Marcă poștală din Republica Moldova (1996)
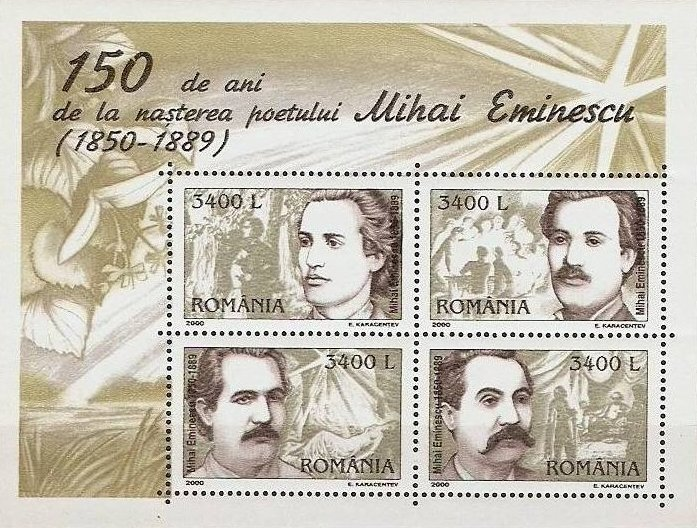
Mărci poștale românești (2000)
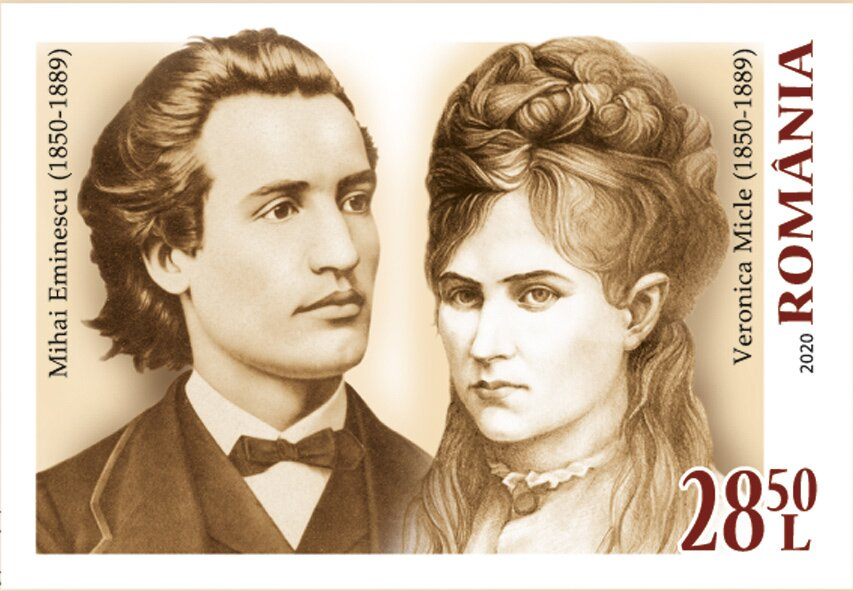
Marcă poștală românească înfățișându-i pe Mihai Eminescu și pe Veronica Micle (2020)

### Numismatică și notafilie
Banca Națională a României a pus în circulație mai multe emisiuni de bancnote, pe care a fost ilustrat portretul lui Mihai Eminescu:
1. bancnota cu valoare nominală de 1.000 de lei (ROL), în 1991;
2. bancnota cu valoare nominală de 1.000 de lei (ROL), în 1993;
3. bancnota cu valoare nominală de 1.000 de lei (ROL), în 1998;
4. bancnota cu valoare nominală de 500 de lei (RON), în 2005.

Totodată, chipul lui Eminescu apare pe monede emise în Uniunea Sovietică (din care făcea parte atunci Republica Sovietică Socialistă Moldovenească), în Republica Moldova și în România. Acestea sunt:
- O monedă comemorativă, cu valoarea nominală de 1 rublă, emisă de Uniunea Sovietică, în 1989, cu chipul lui Mihai Eminescu gravat.[84][85] Moneda, pusă în circulație pe 26 decembrie 1989, pentru a celebra centenarul Eminescu, a fost bătută la monetăria din Leningrad (azi: Sankt Petersburg), cu un tiraj de 2 milioane de exemplare, dintre care 500 de exemplare de calitate proof sau BU. De remarcat că prenumele poetului este scris Mihail și nu Mihai, variantă recunoscută de către eminescologi.[85]
- O monedă de argint, de calitate proof, care are gravată efigia lui Mihai Eminescu, emisă în anul 2000 de Banca Națională a Moldovei.
- La 8 ianuarie 2016, Banca Națională a României, pentru a sărbători 150 de ani de la debutul lui Mihai Eminescu în revista Familia, a pus în circulație, în atenția colecționarilor, o monedă de argint cu titlul de 999‰, având valoarea nominală de 10 lei. Moneda este rotundă, are diametrul de 37 mm, greutatea de 31,103 g, având cantul zimțat. Întreaga emisiune de 200 de exemplare este de calitate proof.[86]

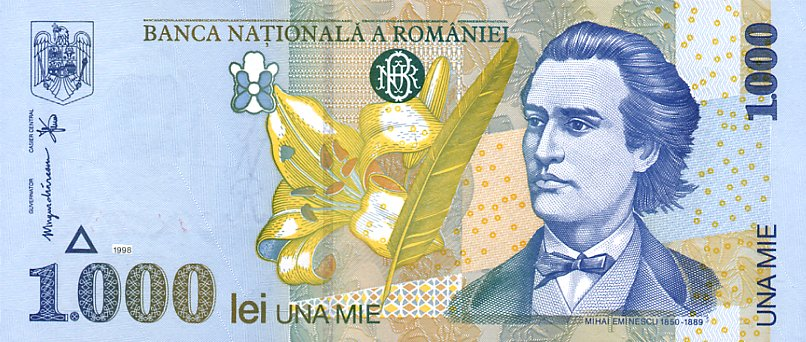
Bancnotă cu valoarea nominală de 1.000 ROL, emisă în 1998 (avers)
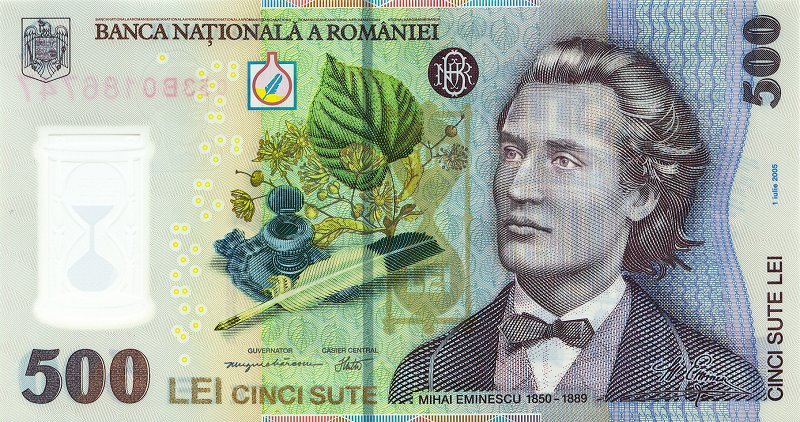
Portretul lui Mihai Eminescu pe o bancnotă cu valoarea nominală de 500 de RON, emisă de Banca Națională a României în 2005 (avers)
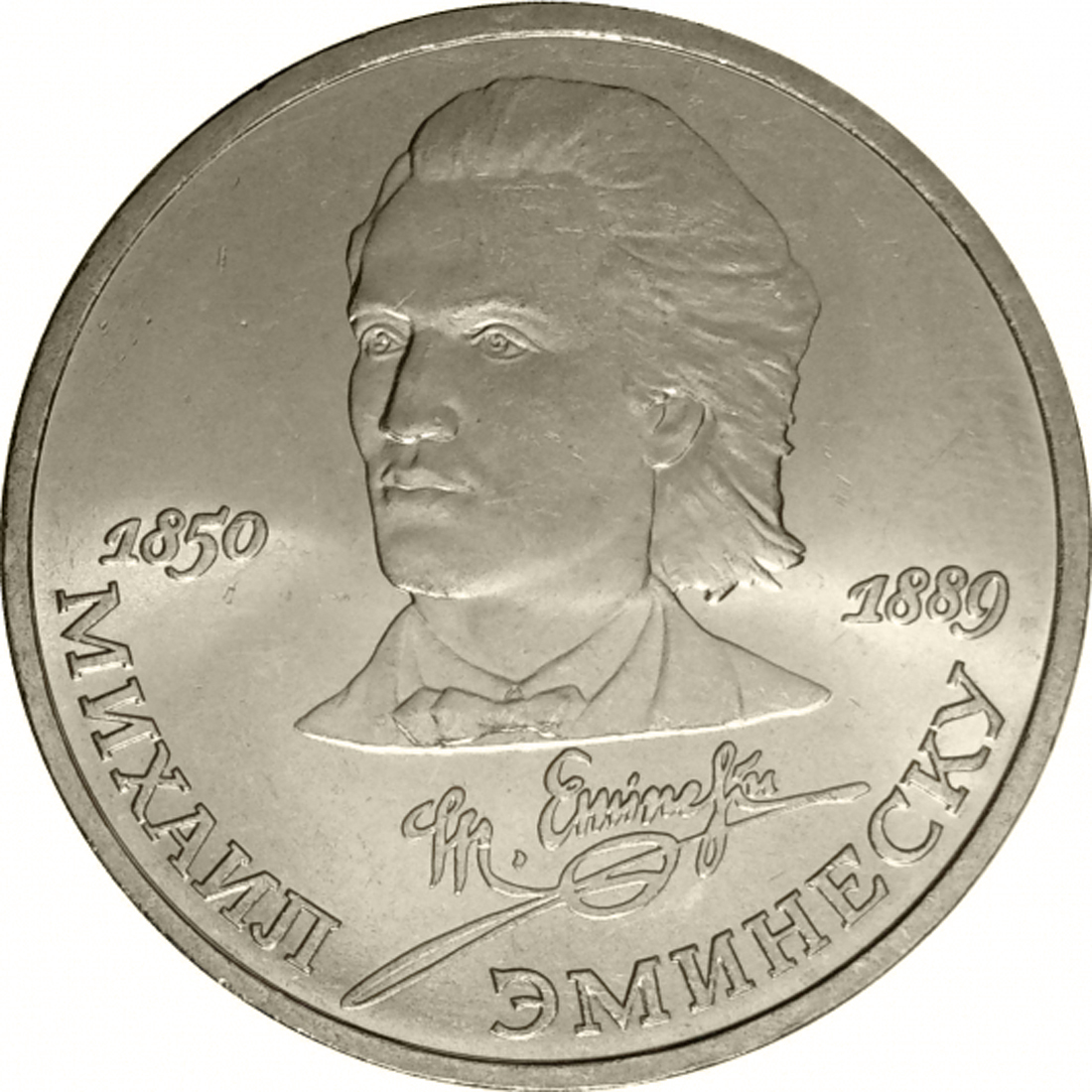
Monedă cu valoarea nominală de 1 rublă, emisă de URSS (1989), pentru a celebra centenarul Eminescu[84] (revers).

### Clădiri
Pe meleagurile copilăriei lui Mihai Eminescu, în satul Ipotești, județul Botoșani, se află singura biserică din Europa închinată unui scriitor. A fost ridicată de Nicolae Iorga în memoria lui Eminescu și are o pictură ieșită din comun.

## Portrete
În urma lui Mihai Eminescu au rămas patru portrete fotografice. Primul, realizat la Viena în 1869, e cel mai cunoscut și pe baza lui s-a construit și mitul geniului. Se pare că e un portret neretușat al unui fotograf austriac. Conform altei versiuni, acest portret ar fi fost realizat în anul 1869 în Piața Sf. Wenceslas din Praga, atunci când Eminescu avea 19 ani, de către fotograful ceh Jan Tomáš.
Mai sunt alte trei portrete retușate, unul din 1878 - realizat de Frantz Dushek la București, unul din 1884-1885 - realizat de Nestor Heck la Iași, altul de Jean Bielig, realizat în 1887, și după care s-a făcut o litografie de către Th. Mayerhofer. Se pare că pe acesta din urmă l-a rupt Titu Maiorescu atunci când i-a fost arătat.

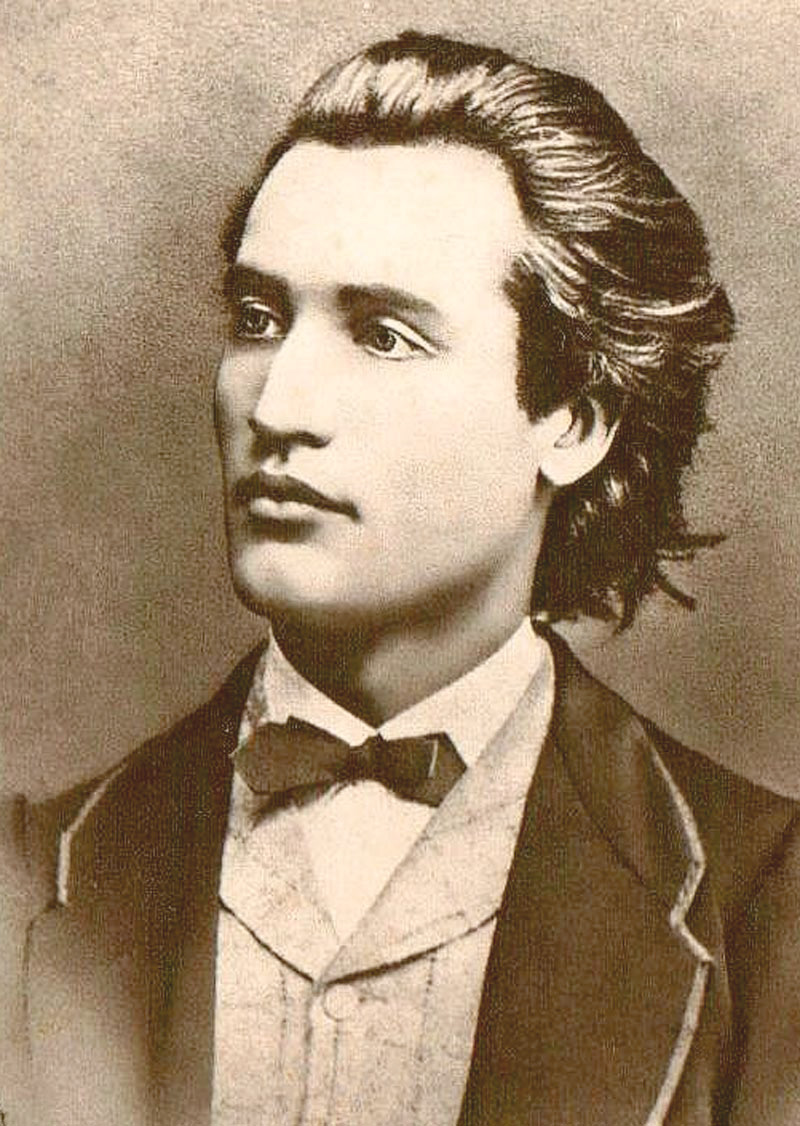
1869
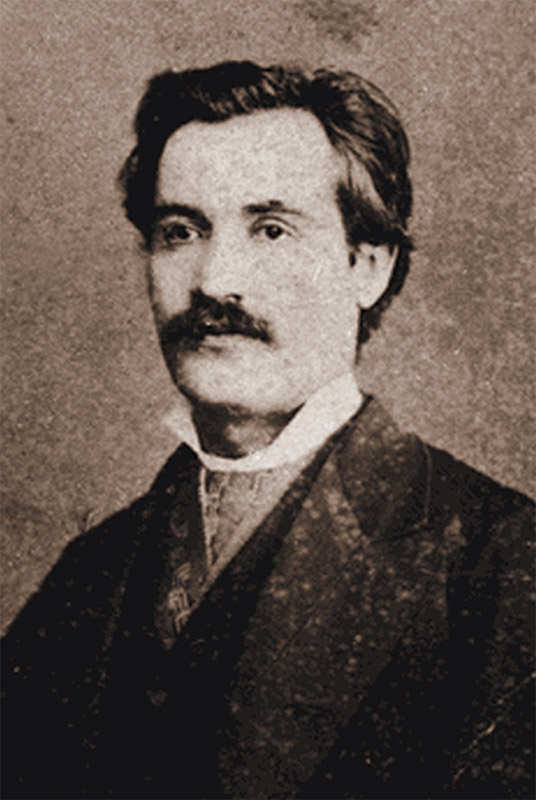
1878
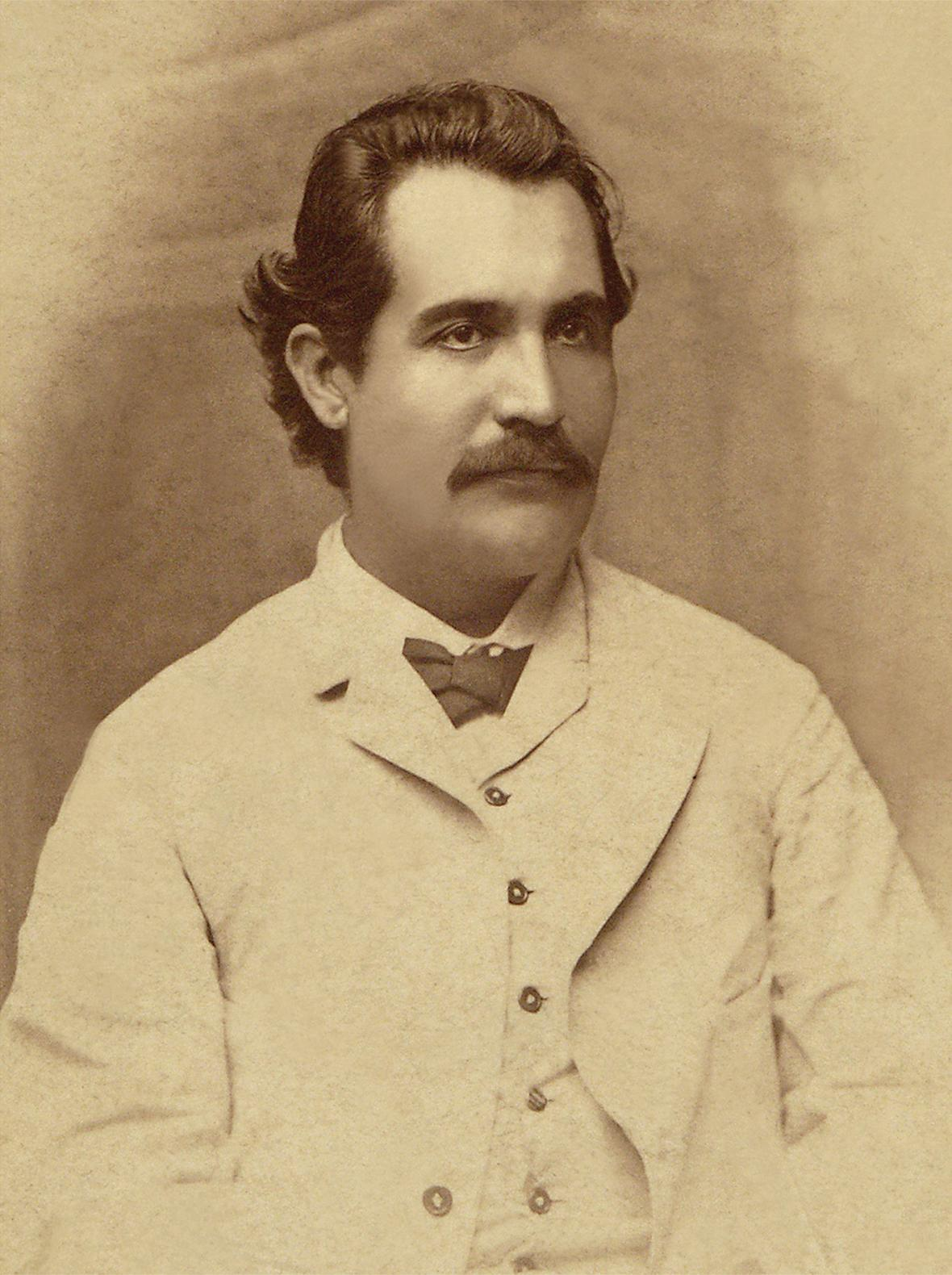
1885
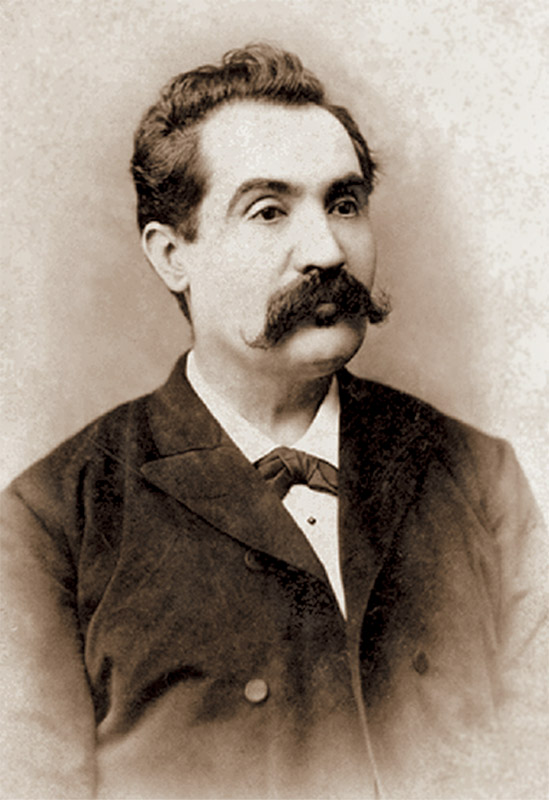
1887

## Sculpturi ale poetului

Bustul lui Mihai Eminescu din Suceava. Pe soclu, un altorelief din bronz cu chipul scriitorului Teodor V. Ștefanelli
Bustul lui Mihai Eminescu din Suceava. Pe soclu, un altorelief în bronz cu chipul poetului Vasile Bumbac
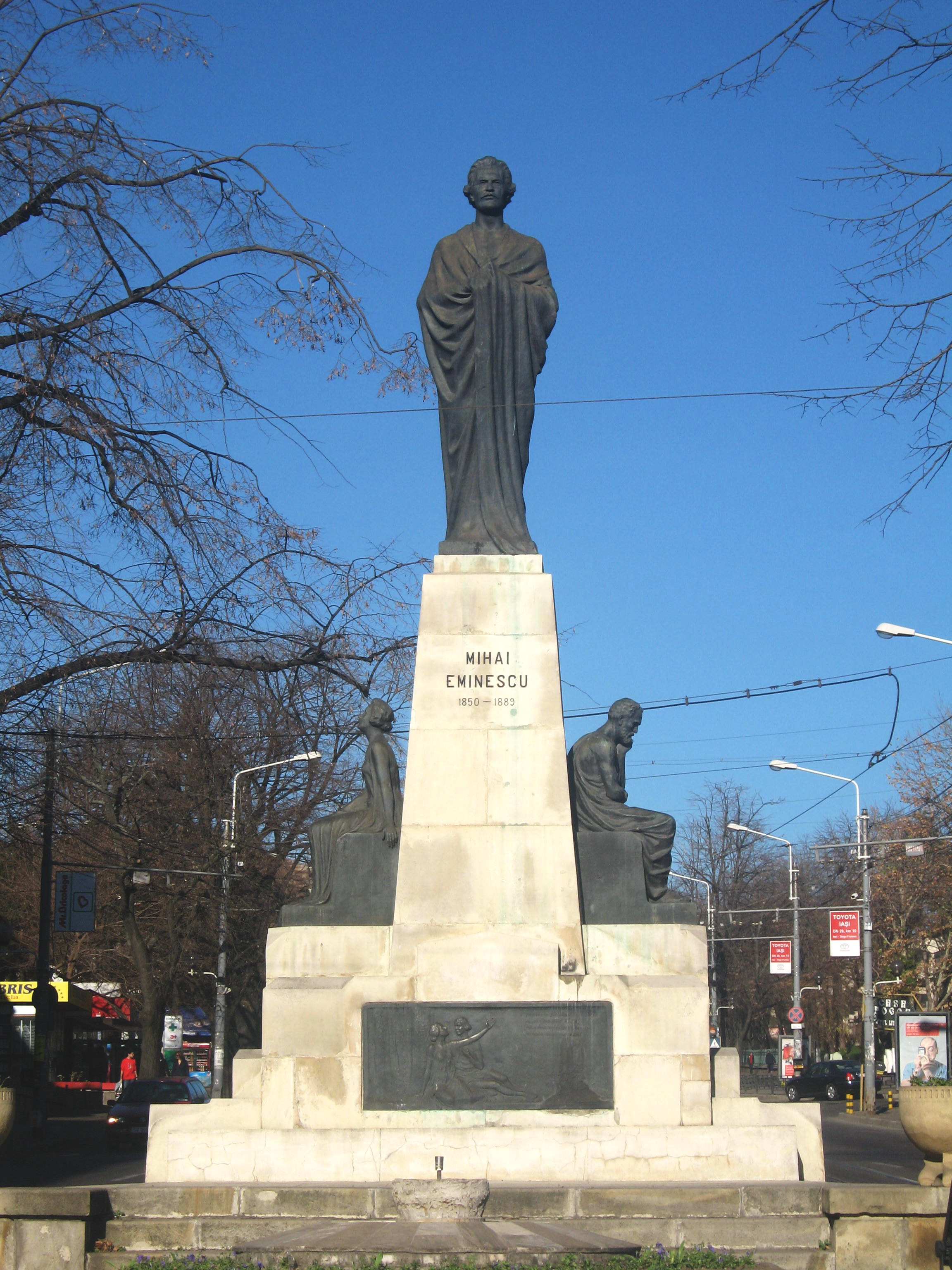
Statuia lui Mihai Eminescu din Iași
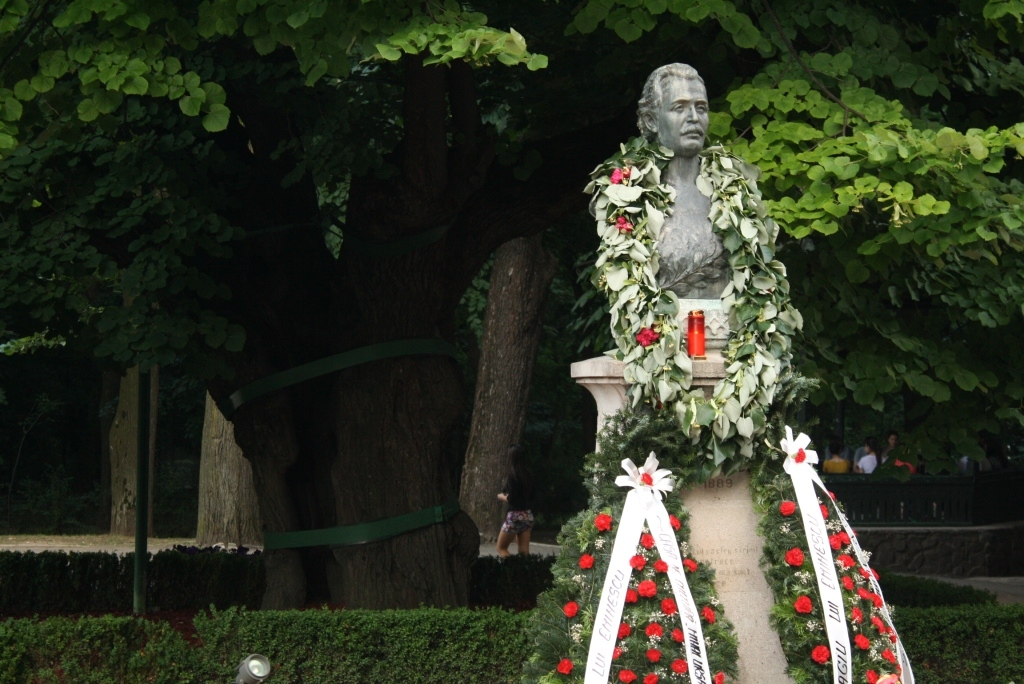
Bustul lui Mihai Eminescu de lângă Teiul lui Eminescu, Iași. Operă de Ion Mateescu.
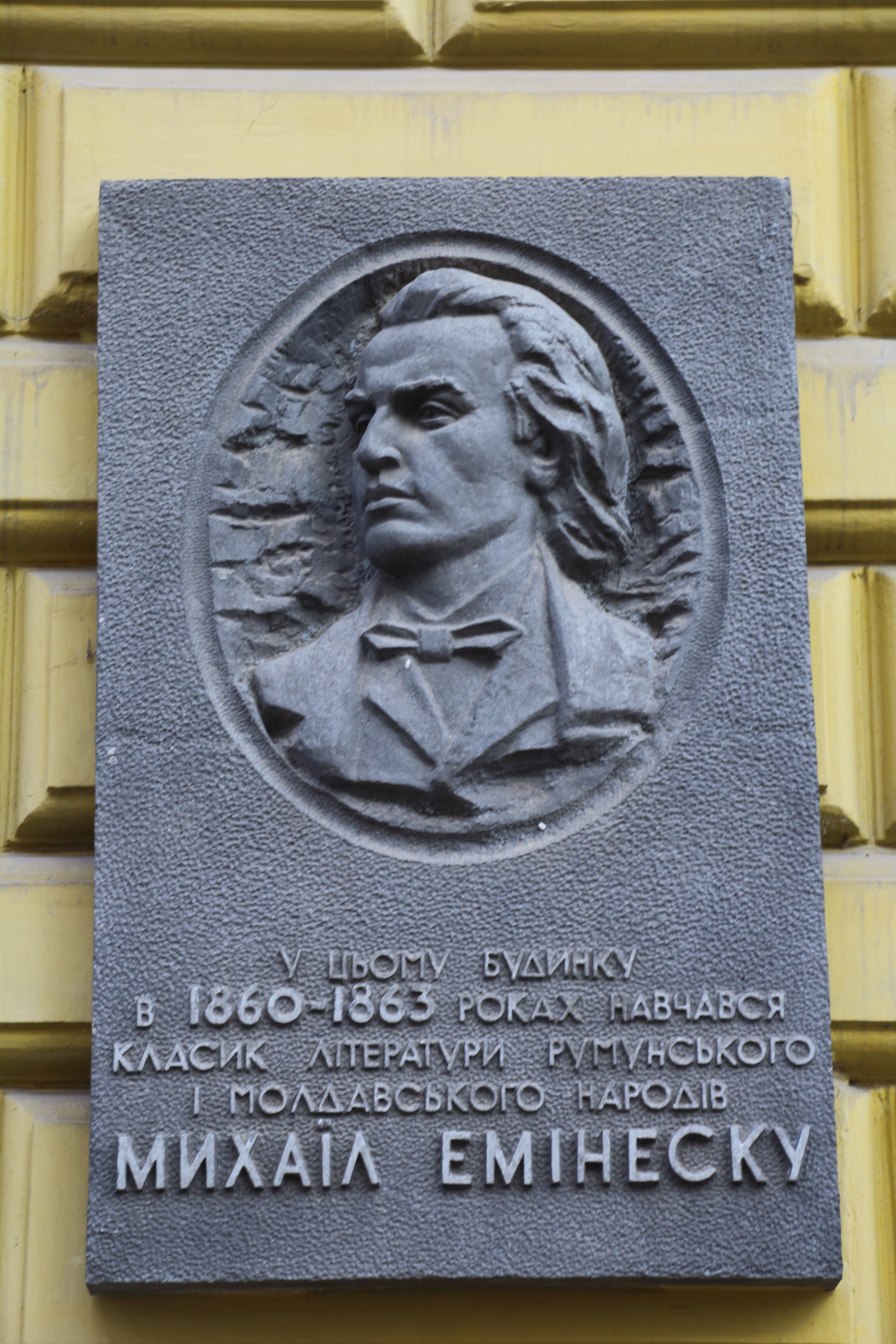
Placă comemorativă a lui Mihai Eminescu în Cernăuți
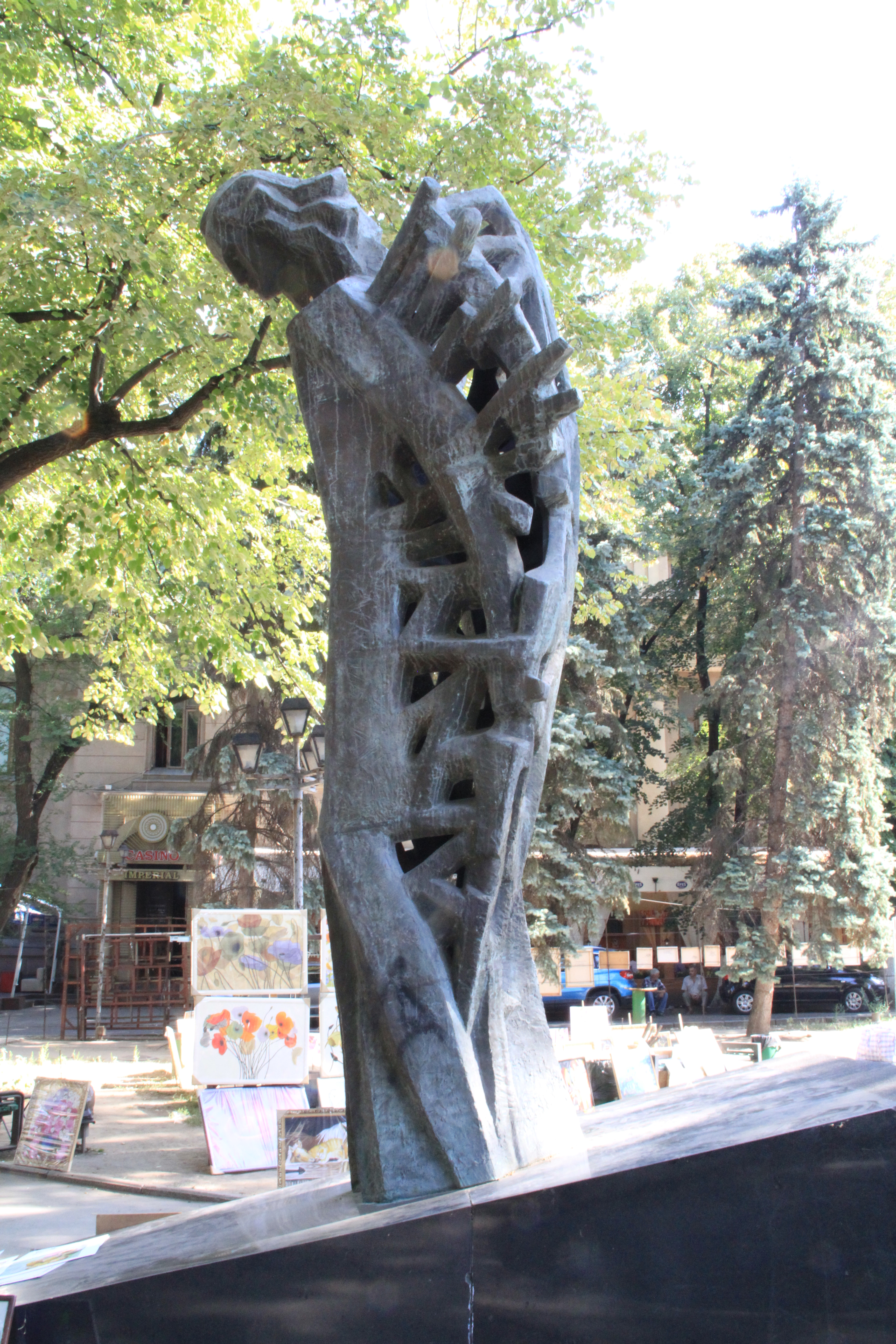
Statuia lui Mihai Eminescu din Chișinău
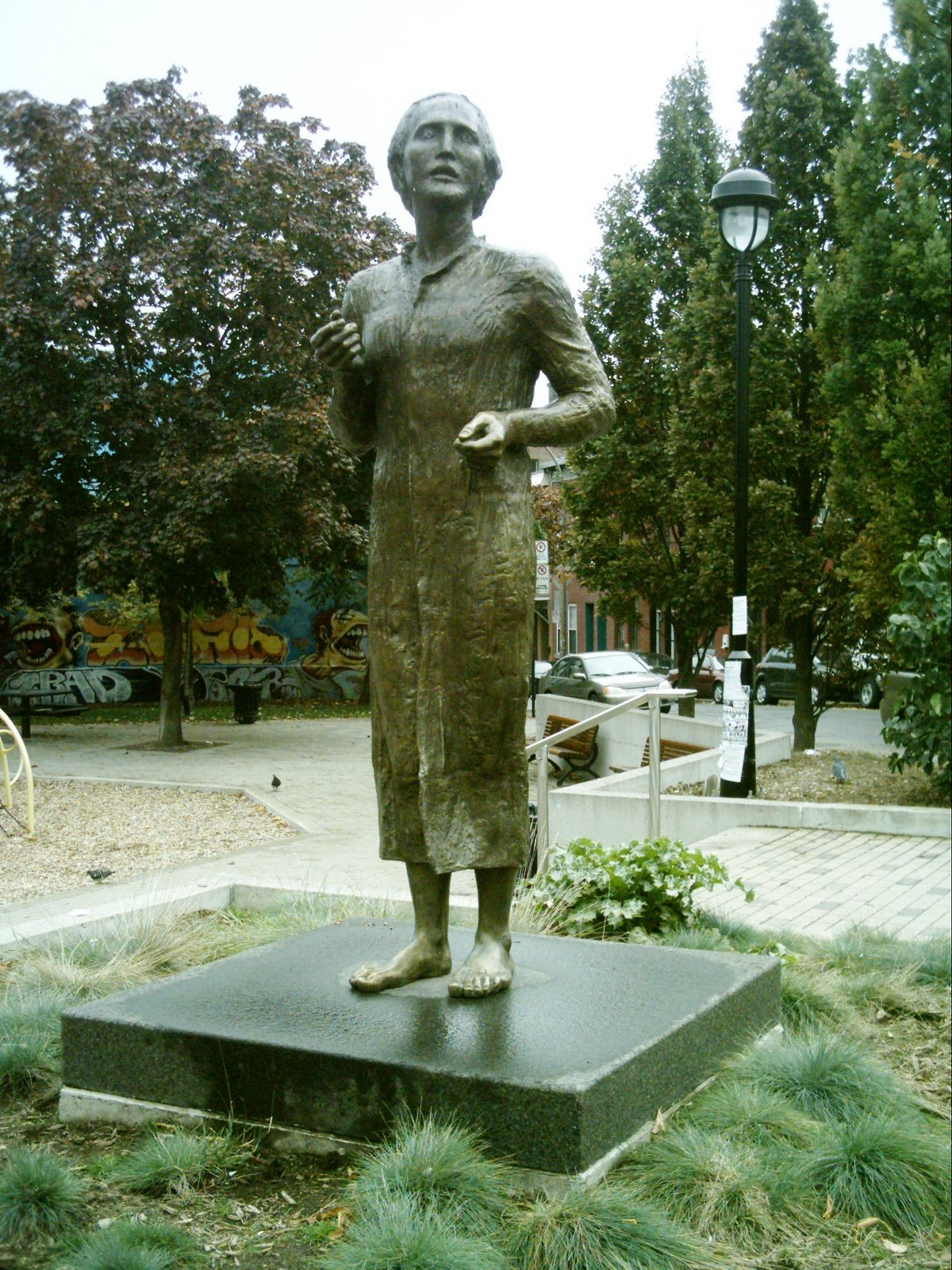
Statuia lui Mihai Eminescu în Scuarul Român din Montréal
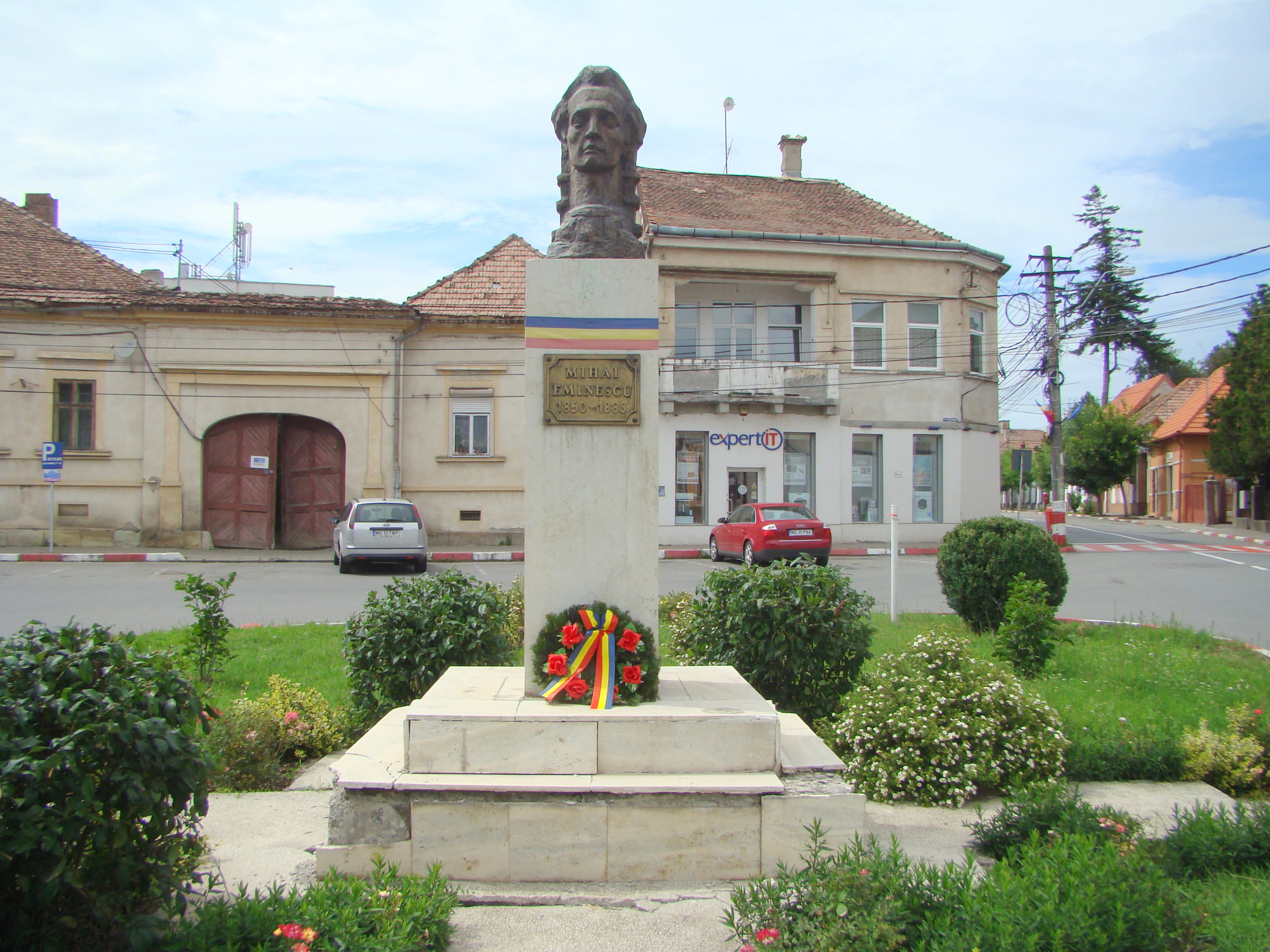
Bustul lui Mihai Eminescu din Reghin
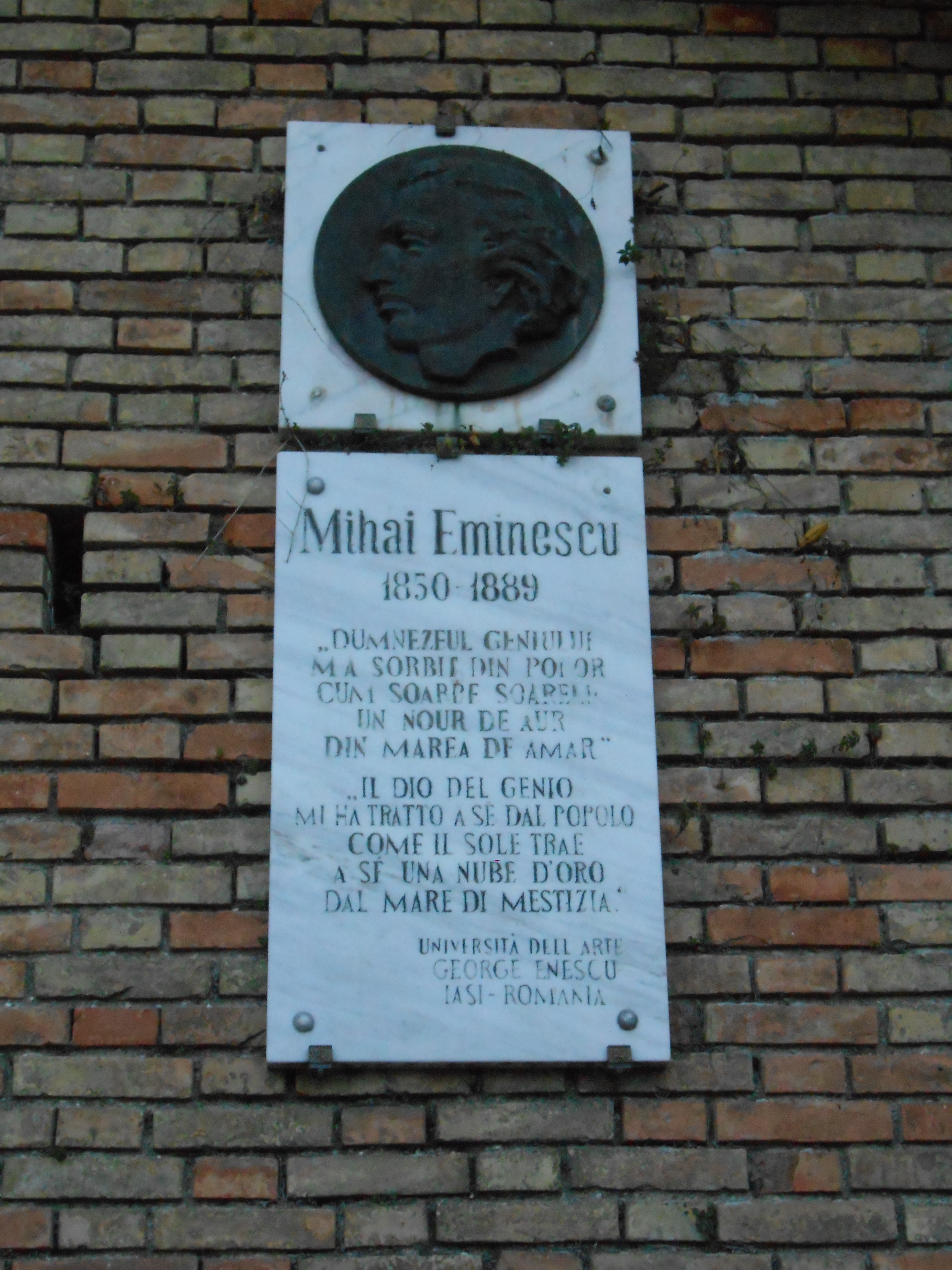
Placă comemorativă a lui Mihai Eminescu în Recanati

## Fragmente audio
| G. Călinescu despre M. Eminescu George Călinescu vorbind despre Mihai Eminescu (1964) Probleme cu rularea acestui fișier? Vezi pagina de ajutor . | Iar când voi fi pământ Mihail Sadoveanu recitând „Iar când voi fi pământ” Probleme cu rularea acestui fișier? Vezi pagina de ajutor . |
| Pe lângă plopii fără soț Mihail Sadoveanu recitând „Pe lângă plopii fără soț” Probleme cu rularea acestui fișier? Vezi pagina de ajutor .         | Revedere Mihail Sadoveanu recitând „Revedere” Probleme cu rularea acestui fișier? Vezi pagina de ajutor .                             |

### Opere complete
- Mihai Eminescu, Opere, vol. I, Poezii tipărite în timpul vieții, Introducere, Note și variante, ediție critică îngrijită de Perpessicius, Fundația pentru Literatură și Artă, Regele Carol al II-lea, 1939
- Mihai Eminescu, Opere, vol. II, Poezii tipărite în timpul vieții, Note și variante, De la Povestea Codrului la Luceafărul, ediție critică îngrijită de Perpessicius, Fundația pentru Literatură și Artă, Regele Carol al II-lea, 1943.
- Mihai Eminescu, Opere, vol. III, Poezii tipărite în timpul vieții, Note și variante, De la Doina la Kamadeva, Fundația pentru Literatură și Artă, Regele Mihai I, 1944
- Mihai Eminescu, Opere, vol. IV, Poezii postume. Anexe. Introducere. Tabloul edițiilor, ediție critică îngrijită de Perpesiccius, București, Editura Academiei Române R.P.R., 1952
- Mihai Eminescu, Opere, vol. V, Poezii postume. Anexe. Note și variante. Exerciții și moloz- Addenda și corrigenda. Apocrife. Mărturii. Indice, ediție critică îngrijită de Perpessicius, București, Editura Academiei Române, Muzeul Literaturii Române, R.P.R., 1958
- Mihai Eminescu, Opere, vol. VI, Literatura populară, Introducere. Poeme originale de inspirație folclorică, Lirica populară, balade. Dramatice. Basme în proză, Irmoase. Paremiologie. Note și variante. Anexe. Exerciții și moloz. Caetul anonim, Bibliografie, Indici. Ediție critică îngrijită de Perpessicius, București, Editura Academiei Române, Muzeul Literaturii Române, R.P.R., 1963
- Mihai Eminescu, Opere, vol. VII, Proză literară. Sărmanul Dionis. La Aniversară. Cezara. Geniul pustiu. Celelalte proze postume. Texte inedite, studiu introductiv de Perpessicius, Editura Academiei Române, Muzeul Literaturii Române, 1977
- Mihai Eminescu, Opere, vol. VIII, Teatrul original și tradus. Traducerile de proză literară, Dicționarul de rime, studiu introductiv de Petru Creția, ediție critică întemeiată de Perpessicius, Editura Academiei Române, 1988
- Mihai Eminescu, Opere, vol. IX, Publicistică 1870-1877, Albina, Familia, Federațiunea, Convorbiri literare, Curierul de Iași, studiu introductiv de Al. Oprea, ediție critică întemeiată de Perpessicius, Editura Academiei Române, Muzeul Literaturii române, 1988
- Mihai Eminescu, Opere, vol. X, Publicistica. 1 noiembrie 1887-15 februarie 1890, Timpul, ediție critică întemeiată de Perspessicius, coordonator Dimitrie Vatamaniuc, Editura Academiei Române, 1989
- Mihai Eminescu, Opere, vol. XI, Publicistică, 17 februarie – 31 decembrie 1880, Timpul, ediție critică întemeiată de Perspessicius, coordonator Dimitrie Vatamaniuc, Editura Academiei Române, Muzeul Literaturii Române, 1984
- Mihai Eminescu, Opere, vol. XII, Publicistică, 1 ianuarie-31 decembrie 1881, Timpul, coordonator Dimitrie Vatamaniuc, Editura Academiei Române, Editura Academiei Române, Muzeul Literaturii române, 1985
- Mihai Eminescu, Opere, vol. XIII, Publicistică, 1882-1883, 1888-1889, Timpul, România liberă, Fîntîna Blanduziei, ediție critică întemeiată de Perpessicius, coordonator Dimitrie Vatamaniuc, Editura Academiei Române, Muzeul Literaturii Române, 1985
- Mihai Eminescu, Opere, vol. XIV, Traduceri filozofice, istorice și științifice. Hurmuzaki. Rötscher. Kant. Leskien. Bopp. Articole și excerpte, ediție critică întemeiată de Perspessicius, coordonator Dimitrie Vatamaniuc, studiu introductiv de Al. Oprea, Editura Academiei Române, Muzeul Literaturii Române, 1983
- Mihai Eminescu, Opere, vol. XV, Fragmentarium, Addenda ediției, ediție critică întemeiată de Perspessicius, coordonatori D.Vatamaniuc și Petru Creția, Editura Academiei Române, Muzeul Literaturii Române, 1993
- Mihai Eminescu, Opere, vol. XVI, Corespondență. Documentar, ediție critică întemeiată de Perspessicius, coordonatori D.Vatamaniuc și Petru Creția, Editura Academiei Române, Muzeul Literaturii Române, 1989

La acestea se adaugă un volum ce cuprinde corespondența intimă cu Veronica Micle, Dulcea mea Doamna/ Eminul meu iubit. Corespondența inedită Mihai Eminescu - Veronica Micle, ediție de Christina Zarifopol Ilias, Iași, Editura Polirom, 2000.

### Biografii
- George Călinescu, Viața lui Mihai Eminescu, 1945
- Crețu, Ion, Mihail Eminescu (biografie documentară), Editura pentru Literatură, București,1968
- Dumitru Murărașu, Mihai Eminescu-viața și opera, Editura Eminescu,1983
- Ilina Gregori, Știm noi cine a fost Eminescu? Fapte, enigme, ipoteze, Editura Art, 2008

### Monografii, studii critice, istorii literare. Între 1892-1947
- Titu Maiorescu, Critice, 1892
- Tudor Vianu, Poezia lui Eminescu, 1930
- G. Călinescu, Viața lui Mihai Eminescu, 1932
- G. Călinescu, Opera lui Mihai Eminescu, IV volume, 1934-1936
- D. Caracostea, Arta cuvântului la Eminescu, 1936
- G. Călinescu, Istoria literaturii române de la origini până în prezent,
- T. Arghezi, Eminescu, 1943
- D. Caracostea, Creativitatea eminesciană, 1943
- E. Lovinescu, Eminesciana

### Monografii, studii critice, istorii literare.  Opere selective
- Amita Bhose, Eminescu și India, Editura Junimea, Iași, 1978, 176 p.
- Gheorghe Bulgăr, Momentul Eminescu în evoluția limbii române literare, Editura Minerva, 1971
- Gh. Bulgăr, De la cuvînt la metaforă în variantele liricii eminesciene, Junimea, Iași, 1975, 264 p.
- Constantin I. Calotă, Poezia lui Mihail Eminescu și psihologia romantismului, Cu o prefață de C. Rădulescu-Motru, Editura Librăriei „Principele Mircea”, București, 1936;
- Constantin I. Calotă, Idealismul magic la Novalis și Eminescu, Editura Librăriei „Principele Mircea”, București;
- Dumitru Caracostea, Creativitatea eminesciană, Editura Fundațiilor Regale, 1943
- G. Călinescu, Opera lui Mihai Eminescu, vol. I-V, Editura Fundațiilor Regale, 1934-1936 și reed, Editura Minerva
- G. Călinescu, Avatarii Faraonului Tlà, Editura Junimea, Iași, 1979, 192 p.
- Matei Călinescu, Titanul și geniul în poezia lui Eminescu, E.P.L., 1964
- Rosa del Conte, Mihai Eminescu o dell Assoluto, 1962
- Petru Creția, Testamentul unui eminescolog, Humanitas, 1998
- Ion Dumitrescu, Metafora mării în poezia lui Eminescu, Editura Minerva, București, 1972, 356 p.
- Zoe Dumitrescu-Bușulenga, Eminescu, 1963
- Zoe Dumitrescu Bușulenga, Eminescu, cultură și creație
- Zoe Dumitrescu-Bușulenga, Eminescu și romantismul german, Editura Eminescu, București, 1986, 292 p.
- László Gáldi, Stilul poetic al lui Mihai Eminescu, Editura Academiei RPR, București, 1964, 473 p.
- Alain Guillermou, La Génèse intérieure des poésies d Eminescu, Paris, Didier, 1963;
- Alain Guillermou, Geneza interioară a poeziilor lui Eminescu, Traducere de Gh. Bulgăr și Gabriel Pîrvan, Editura Junimea, Iași, 1977, 608 p.
- G. Ibrăileanu, Eminescu, studii și articole, Ediție îngrijită, prefață, note și bibliografie de Mihai Drăgan, Editura Junimea, Iași, 1974, 384 p.
- Iurii Kojevnikov, Mihai Eminescu și problema romantismului în literatura română, Traducere, prefață și indice de autori de Ariton Vraciu, Editura Junimea, Iași, 1979, 328 p.
- D. Murărașu, Mihai Eminescu, Viața și Opera, Editura Eminescu, București, 1983, 488 p.
- Constantin Noica, Introducere la miracolul eminescian, Editura Humanitas, București, 1992, 384 p., reeditare în 2003
- Edgar Papu, Poezia lui Eminescu, Editura Minerva, 1971
- Perpessicius, Eminesciana, Ediție îngrijită, prefață și bibliografie de Dumitru D. Panaitescu, Editura Junimea, Iași, 1983, 664 p.
- Ioana Em. Petrescu, Eminescu. Modele cosmologice și viziune poetică, Editura Minerva, 1972
- Ion Roșu, Legendă și adevăr în biografia lui M. Eminescu * Originile, Cartea Românească, București, 1989, 228 p. ISBN 973-23-0101-5
- Eugen Simion, Proza lui Eminescu, 1964
- Alex Ștefănescu, Eminescu, poem cu poem. La o nouă lectură, Editura ALLFA, București 2017. ISBN 978-606-783-069-9
- Eugen Todoran, Eminescu, Editura Minerva, 1972
- Tudor Vianu, Studii de literatură, 1965
- Tudor Vianu, Poezia lui Eminescu, Editura Cartea Românească, 1930 și reed.
- Tudor Vianu, Eminescu, Prefață de Al. Dima, Editura Junimea, Iași, 1974, 356 p.
- Ion Negoițescu, Poezia lui Eminescu, 1967; Ediția a III-a, Editura Junimea, Iași, 1970, 184 p.
- Dicționarul limbii poetice a lui Eminescu, coord. Tudor Vianu, Editura Academiei, București, 1968